# 広島県出身の人物一覧
広島県出身の人物一覧（ひろしまけんしゅっしんのじんぶついちらん）は、Wikipedia日本語版に記事が存在する広島県出身の人物の一覧表である。

## 公人

### 政治家

#### 首相経験者
- 加藤友三郎（第21代内閣総理大臣、海軍大将）：広島市
- 池田勇人（第59・60代内閣総理大臣）：豊田郡吉名村（現竹原市）
- 宮澤喜一（第78代内閣総理大臣）（広島県名誉県民）：福山市（出生地は東京都）
- 岸田文雄（第100・101代内閣総理大臣）：広島市（出生地は東京都）

#### 議長経験者
- 灘尾弘吉（第60・61代衆議院議長）（広島県名誉県民）：江田島市（旧佐伯郡大柿町）
- 藤田正明（第16代参議院議長）：広島市

#### その他の政治家
- 溝手顕正（参議院議員、自由民主党参議院幹事長、元国家公安委員会委員長・内閣府特命担当大臣（防災担当）、三原市長）：広島市
- 宮澤洋一（参議院議員、経済産業大臣、元内閣府副大臣、宮沢喜一の甥）：福山市（出生地は東京都）
- 斉藤鉄夫（衆議院議員、公明党幹事長代行、元公明党政調会長、環境大臣）：広島市（出身は島根県、中学から広島市育ち）
- 柳田稔（参議院議員、元衆議院議員、元法務大臣・拉致問題担当大臣）：鹿児島県、選挙区が広島県選挙区
- 井上哲士（参議院議員）：広島市（出生地は山口県）
- 太田房江（参議院議員、元大阪府知事）：呉市
- 佐藤公治（参議院議員、元衆議院議員、民主党副幹事長）：尾道市（旧御調郡向島町）
- 城内実（衆議院議員）：広島市（出生地は東京都）
- 中丸啓（元衆議院議員 日本のこころを大切にする党参議院広島県第一支部長）：東広島市
- 松浦大悟（参議院議員、元秋田放送アナウンサー）：広島市
- はたともこ（参議院議員）：福山市
- 小林史明（衆議院議員）：福山市
- 畦元将吾（衆議院議員）：広島市
- 松井一實（広島市長）：広島市
- 清水聖士（元千葉県鎌ケ谷市長）：三原市
- 河野俊嗣（宮崎県知事）：呉市
- 湯崎英彦（広島県知事）：広島市
- 塩村文夏（参議院議員、元東京都議会議員、元放送作家）：福山市
- 佐々木理江（大阪市会議員、大阪維新の会）：三次市
- 宮口治子（参議院議員）：福山市

#### 元政治家
- 内藤守三（国勢調査創設者）：賀茂郡板城村
- 井上角五郎（元衆議院議員、近代ハングル創始者、日本製鋼所設立者）：深津郡野上村
- 望月圭介（元逓信大臣、内務大臣、立憲政友会幹事長）：豊田郡大崎上島町（旧豊田郡東野村）
- 頼母木桂吉（毎日新聞社社長他、のち廣田内閣逓信相、電力国営化法案、第17代東京市長）：芦名郡網引村（現福山市）
- 早速整爾（元海軍参政官、衆議院副議長、初代大蔵政務次官、農林大臣、大蔵大臣）：広島市（旧沼田郡新庄村）
- 中村是公（元台湾総督府局長、満鉄総裁、鉄道院総裁、第8代東京市長）：広島市（旧佐伯郡五日市村）
- 川崎卓吉（元立憲民政党幹事長、内閣法制局長官、内閣書記官長、文部大臣、商工大臣）：呉市（旧賀茂郡広村）
- 小林躋造（元海軍大臣、連合艦隊司令長官、軍事参議官、翼賛政治会総裁、台湾総督、国務相）：広島市
- 宮澤裕（元内閣調査局参与、鉄道政務次官、商工省参与、宮澤喜一の父）：福山市（旧沼隈郡金江村）
- 永山忠則（元自治大臣、国家公安委員長、国民の祝日法案、国民健康保険中央会会長）：庄原市（旧比婆郡敷信村）
- 小林英三（元厚生大臣）：尾道市
- 小鷹狩元凱（元軍人、政治家、郷土史家）：広島市（旧安芸国安芸郡広島城下白島九軒町）
- 粟屋仙吉（大阪府警時代ゴーストップ事件が起き軍と対立、のち広島市長、原爆で死亡）（出生地は宮城県）
- 永野護（元運輸大臣、帝人事件で起訴・無罪、永野一家の長男、日経連元会長・永野健の父）：呉市（旧下蒲刈町）
- 賀屋興宣（右派の政治家、東条内閣蔵相、極東軍事裁判でA級戦犯、終身刑）：広島市
- 森戸辰男（終戦後、片山哲らと日本社会党の結党に参加、元文部大臣、六三制教育の実施、新制広島大学初代学長）：福山市
- 岩沢忠恭（元参議院議員、内務官僚、初代建設事務次官、日本大学教授、日本大学理工学部設立に参画）：広島市
- 高津正道（元衆議院副議長）：羽和泉村（現三原市・旧久井町）
- 重政庸徳（元参議院副議長）：福山市（旧深安郡神辺町）
- 谷川昇（広島カープ創設に尽力した政治家、谷川和穂の父）：賀茂郡志和村
- 重政誠之（岸信介と新官僚の双璧と言われたが昭和電工事件で嫌疑がかけられ逮捕されるが無罪。元農林大臣：福山市（旧深安郡神辺町）
- 松本滝蔵（元外務政務次官、内閣官房副長官）：佐伯郡廿日市町
- 石田一松（タレント議員第一号、演歌師、のんき節）：安芸郡府中町
- 高橋等（元法務大臣）：福山市
- 藤田進（元日本社会党参議院議員、労働運動家、元総評議長、元大阪工業大学他総長・理事長）：賀茂郡黒瀬町（現東広島市）
- 多賀谷真稔（元日本社会党書記長、衆議院副議長）：呉市
- 宮澤弘（元法務大臣、自治事務次官、広島県知事、地方の時代提唱）：福山市
- 村上弘（元日本共産党委員長）：尾道市（旧因島市）
- 佐藤守良（元農林水産大臣、国土庁長官、北海道沖縄開発庁長官、佐藤公治の父）：尾道市（旧御調郡御調町）
- 森井忠良（元厚生大臣）：呉市
- 谷川和穂（元防衛庁長官、法務大臣、自民党幹事長代理）：東広島市
- 小森龍邦（元衆議院議員、元新社会党委員長、部落解放同盟中央本部書記長）：府中市
- 栗原君子（元参議院議員、元新社会党委員長、元熊野町議）
- 池田行彦（元防衛庁長官、外務大臣、自民党政調会長、総務会長、池田勇人の娘婿）：竹原市
- 中川秀直（元衆議院議員、元自民党幹事長、自民党政調会長、国会対策委員長、科学技術庁長官、内閣官房長官・沖縄開発庁長官、）：東京都。選挙区が東広島市
- 亀井静香（元衆議院議員、運輸大臣、建設大臣、元自民党政調会長、元国民新党代表、元内閣府特命担当大臣（金融）・郵政改革担当大臣）：庄原市
- 菅川洋（元衆議院議員）：広島市
- 峰崎直樹（元参議院議員、元財務副大臣）：呉市
- 亀井郁夫（元参議院議員、元内閣府大臣政務官）：庄原市
- 柏村武昭（元参議院議員、元ニュースキャスター、中国放送アナウンサー）：三次市
- 高橋琢也（元沖縄県知事、東京医科大学学祖）：安芸郡牛田村
- 清川来吉（初代鎌倉市長）
- 鹿島房次郎（元神戸市長、元川崎造船所(現・川崎重工業)、川崎汽船社長、川崎車両(現・川崎重工業車両カンパニー)初代社長、神戸山手学習院(現・神戸山手女子中・高校)初代校長）：比婆郡庄原村
- 野田文一郎（元神戸市長、立憲民政党代議士）：双三郡三次町
- 佐上信一（元岡山県知事、長崎県知事、京都府知事、北海道庁長官、酪農学園創立者）：広島市佐伯郡五日市村
- 石黒英彦（元台湾総督府内務局長、奈良県知事、岩手県知事、北海道庁長官）
- 有元史郎（元津山市長、芝浦工業大学創設者）：尾道市
- 三好重夫（元福井県知事、岐阜県知事、京都府知事、幣原内閣副書記官長）
- 山田節男（元広島市長）：賀茂郡高屋町
- 友末洋治（元茨城県知事）：世羅郡
- 辻一三（元佐世保市長）：安芸郡音戸町
- 浜井信三（元広島市長）：広島市
- 阿部行蔵（元立川市長）：広島市
- 岡崎平夫（元岡山市長）：芦品郡新市町
- 高橋勇雄（元倉敷市長）：比婆郡東城町
- 横山和夫（元横須賀市長）：比婆郡東城町
- 友納武人（元千葉県知事、衆議院議員）：広島市
- 松井旭（元千葉市長、千葉ロッテマリーンズ誘致）（北海道出身、小学時広島市居住）
- 田邊朋之（元京都市長）：比婆郡西城町
- 藤田雄山（前広島県知事）：広島市

### 政治運動家
- 塩見孝也（新左翼活動家、赤軍派元議長、よど号ハイジャック事件首謀者）：尾道市
- 秋田明大（70年安保闘争時の日大全共闘議長）：呉市（旧安芸郡倉橋町）

### 軍人
- 相生高秀（大日本帝国海軍中佐、後に海上自衛官。海軍所属時は指揮官として活動し、撃墜王としても知られていた）
- 安保清康（林謙三）（大日本帝国海軍中将、男爵）：広島市
- 山内万寿治（大日本帝国海軍中将、男爵、日本製鋼所設立に参画、地熱発電開拓者）
- 谷口尚真（大日本帝国海軍大将、連合艦隊司令長官、海軍軍令部長）：広島市
- 金子養三（大日本帝国海軍少将、海軍飛行隊の開拓者）
- 佐々木到一（大日本帝国陸軍中将）：広島市（出生地は愛媛県）
- 岡部直三郎（大日本帝国陸軍大将、北支那方面軍参謀長）：広島市
- 酒井隆（陸軍中将、第23軍司令官）：東広島市（旧賀茂郡原村）
- 木村兵太郎（陸軍次官、ビルマ方面軍司令官）：広島市（出身は埼玉県）
- 影佐禎昭（陸軍中将、梅機関、陸軍スパイマスター）：沼隈郡柳津村
- 黒島亀人（海軍少将、連合艦隊先任参謀、真珠湾攻撃の立案や特攻の発案で知られる異能の指揮官）：呉市
- 岩畔豪雄（陸軍軍事課長、陸軍中野学校・登戸研究所・昭和通商設立、日米諒解案策定、インド独立工作任務遂行(岩畔機関長)、京都産業大学設立者の一人）：安芸郡倉橋島
- 杉本五郎（支那事変（日中戦争）で戦死、遺言本『大義』がベストセラー、天皇信仰の極北、軍神杉本中佐）：広島市
- 吉川潔（海軍少将、不滅の駆逐艦長）：広島市
- 住吉正（陸軍少将、参謀本部員、陸軍重砲兵学校教官・幹事、第17軍 司令部付（司令官）として、ガダルカナル島の戦いで転戦）：双三郡吉舎町
- 源田実（大日本帝国海軍航空参謀、山本五十六の密命を請け真珠湾攻撃を構想・訓練・実施した参謀、ブルーインパルス創設）：安芸太田町（旧山県郡加計町）
- 江草隆繁（海軍大佐、艦上爆撃機の神様）：芦品郡有磨村
- 進藤三郎（大日本帝国海軍士官・戦闘機操縦士、零戦初空戦時の隊長）：呉市（出生地は神奈川県）
- 原田棟
- ハリー・K・フクハラ（元アメリカ陸軍大佐）：広島市（出生地はアメリカシアトル）
- 栗栖弘臣（元陸上自衛官、陸将、陸上幕僚長、統合幕僚会議議長）：呉市
- 竹河内捷次（元航空自衛官、空将、航空幕僚長、統合幕僚会議議長）：三次市
- 毛利元貞（元フランス外人部隊少尉、世界警察射撃教官インストラクター協会会員他）
- 三上作夫（海将）
- 溪口泰麿（海将）
- 田邉揮司良（陸将）

### 司法官・官僚
- 阿曽沼慎司（厚生労働官僚、第8代厚生労働事務次官）
- 安東隆（農林水産官僚、関東農政局長、近畿農政局長、水産庁次長、農林水産省大臣官房総括審議官、大分県副知事）
- 井内慶次郎（第17代文部事務次官）
- 上田康治（環境官僚、環境省大臣官房長、環境省総合環境政策統括官）：呉市[1]
- 江木高遠（外務官僚、学者、日本法律会社設立メンバー）：備後国
- 小笠原憲一（国土交通省大臣官房海外プロジェクト審議官、京都市副市長）[2]
- 岡光序治（第31代厚生事務次官）：呉市
- 小野吉郎（郵政事務次官、第11代NHK会長）：広島市
- 風木淳（経産・内閣府官僚、内閣府宇宙開発戦略推進事務局長）：広島市[3]
- 可部恒雄（最高裁判所裁判官）
- 河相達夫（第34代外務次官、オーストリア公使）：賀茂郡竹原村（現竹原市）
- 河内源一郎（大蔵省税務監査局技師、河内白麹菌発見者）：福山市
- 木曽功（国連教育科学文化機関（ユネスコ）日本政府代表部特命全権大使、内閣官房参与）：尾道市
- 木田宏（第16代文部事務次官）
- 楠田幹人（国土交通省不動産・建設経済局長、国土交通省住宅局長、茨城県副知事）：広島市[4]
- 楠芳伸（警察庁長官官房長、警察庁交通局長、千葉県警察本部長）
- 合田秀樹（在キルギス特命全権大使、人事院事務総局職員福祉局長、国家公務員倫理審査会事務局長）：三原市
- 河野一之（第6代大蔵事務次官、太陽銀行頭取）：豊田郡忠海町
- 小松勇五郎（第15代通商産業事務次官）
- 迫井正深（医師、厚生労働技官、内閣感染症危機管理統括庁内閣感染症危機管理対策官、医務技監、内閣官房新型コロナウイルス感染症対策推進室長、第13代厚生労働省医政局長、死因究明等推進本部事務局長）：広島市
- 下村健（第22代社会保険庁長官）：広島市
- 高橋浩之（農林省官僚、農林技官、コシヒカリ生みの親）：高田郡川根村
- 田阪美徳（造園家、内務官僚）：三原市
- 田中敬（第24代大蔵事務次官、国民金融公庫総裁、日本輸出入銀行（国際協力銀行）総裁、横浜銀行頭取）：広島市
- 島居辰次郎（第4代海上保安庁長官）：尾道市
- 挟間茂（日本住宅公団総裁）：福山市
- 橋本泰宏（厚生労働省年金局長、第4代厚生労働省子ども家庭局長、厚生労働省社会・援護局長）
- 秦康之（環境省地球環境局長、環境省水・大気環境局長）：江田島市[5]
- 藤井崇治（第4代電源開発総裁）：廿日市市（旧佐伯郡吉和村）
- 布施健（第9代検事総長）：呉市（出身は岡山県）
- 前田一浩（第44代消防庁長官、総務省自治財政局長）：広島市
- 正木馨（第20代社会保険庁長官）
- 松井茂（内務官僚、警察官僚、官選第12代静岡県知事、官選第16代愛知県知事）：広島市
- 丸山鶴吉（第33代警視総監、官選第33代宮城県知事）：福山市
- 森元良幸（警察庁長官官房長、警視庁副総監、広島県警察本部長）：広島市[6]
- 安田巌（第5代厚生事務次官）：広島市
- 保田博（第36代大蔵事務次官、初代国際協力銀行総裁）：呉市
- 山本弘一郎（国土交通省官僚、政策グランプリ最優秀賞受賞者）
- 吉村仁（第24代厚生事務次官）：東広島市

## 文化人

### 学者
- 宮崎安貞（江戸前期の農学者、農業全書） : 安芸国
- 吉益東洞（江戸中期の医学者、漢方医学の大家、日本近代医学中興の祖、「類聚方」「薬微」） : 安芸国
- 星野良悦（江戸中期の医学者、日本初の原寸大人体標本(身幹儀)重要文化財/広島大学医学部蔵） : 安芸国
- 頼春水（江戸中期の儒学者） : 安芸国竹原（現竹原市）
- 堀田仁助（江戸中期の天文学者） : 安芸国廿日市（現廿日市市）
- 土生玄碩（江戸後期の眼科医、シーボルトの指南を受け国禁を犯し手術を断行、白内障治療の祖） : 高田郡吉田村（現安芸高田市）
- 頼山陽（歴史家・漢詩人、日本外史は尊皇攘夷運動に多大な影響を与えた） : 安芸国（出生地は大阪府）
- 古川正雄（教育者、慶應義塾初代塾長、日本最初の小学校教科書発刊、訓盲院(東京盲亞学校の前身)、耕教学舎(青山学院大学の源流の一つ)設立者） : 山県郡川小田村
- 田坂虎之助（陸軍軍人、陸地測量部初代三角科長、近代測量技術の導入）: 広島藩
- 松野勇雄（国学者、皇典講究所、國學院設立に尽力） : 備後国三原（現三原市）
- 清水郁太郎（医学博士第一号、初の産婦人科教授） : 福山市
- 下瀬雅允（海軍技師として下瀬火薬を発明、日露戦争、旅順砲撃で使用、戦勝に大きく貢献） : 広島市（旧沼田郡鉄砲町）
- 横山雅男（日本の統計学普及者） : 賀茂郡吉土実村（現東広島市西条）
- 呉秀三（日本の精神医学、精神医療の創始者） : 呉市（出生地は東京青山）
- 富士川游（医学史の大家、「日本医学史」、鎌倉中学校(現鎌倉学園)設立者）: 安芸国
- 高楠順次郎（仏教学者、日本のインド学・仏教学の祖、「大正新脩大蔵経」刊、中央学院大学、武蔵野大学、武蔵野女子大学設立者）: 八幡村（現三原市）
- 龍口了信（宗教家、教育者、高輪中・高等学校創設者）安芸国井口村（現広島市）
- 廣田理太郎（工学者、高田商会総支配人、加藤シヅエの父） : 福山市
- 下田次郎（女子高等師範学校教授、日本の女子教育草分け）: 広島市
- 平賀譲（海軍の造船官、戦艦大和・長門・陸奥他を設計、造船の神様、のち東京帝國大學第13代総長として平賀粛学を断行）
- 佐伯好郎（歴史学者、景教研究）:佐伯郡廿日市町
- 廣田精一（電気工学者、私立電機学校(現東京電機大学)設立者、オーム社設立者） : 福山市
- 登張竹風（独文学草分け、日本に初めてニーチェを翻訳・紹介） : 安芸郡江田島村字津久茂（現江田島市）
- 三上義夫（国際的な和漢数学史家、東北大学教授）: 高田郡甲立村（現安芸高田市）
- 石川岩吉（元國學院大學学長） : 広島市
- 永井潜（日本民族衛生學會創設、日本優生学の権威） : 賀茂郡竹原村（現竹原市）
- 秦逸三（科学者、実業家、人造絹糸(レーヨン)の発明、帝国人造絹絲(のちのテイジン)設立者） : 安芸郡海田町
- 岡本半次郎（農学者、昆虫学者） : 福山市
- 上原轍三郎（農業経済学者、北海学園大学初代学長） : 山県郡南方村
- 渡辺銕蔵（経済学者、東宝争議時の東宝社長、元日本体育大学学長）：広島市（出生地は大阪府）
- 掛谷宗一（数学者、統計数理研究所初代所長）：深安郡坪生村
- 磯永吉（農学者、台湾米(蓬莱米)の父） : 福山市
- 大塚節治（神学者、元同志社総長） : 高宮郡飯室村
- 坂村徹（植物細胞学・生理学者、世界で初めて小麦の正しい染色体数を発見（1918年）、「植物生理学」） : 広島市
- 島善鄰（農学者、北海道大学第6代学長、リンゴの神様） : 広島市
- 高垣寅次郎（経済学者、元拓殖大学総長、成城大学学長）：尾道市
- 田淵寿郎（土木工学者、元名古屋市助役、近代的都市計画を名古屋で実現した都市作りの先駆者） : 大竹村（現大竹市）
- 富士川漻（水産学者、元朝鮮総督府水産試験場主任技師、韓国海苔養殖普及者） : 沼田郡安村
- 関重広（電気工学者、元東芝、蛍光灯の発明）
- 正木亮（刑法学者、死刑廃止運動の代表者） : 佐伯郡玖波村（現大竹市）
- 大井上康（民間育種家、ブドウ巨峰創出者） : 安芸郡江田島村（現江田島市）
- 福原麟太郎（英文学者）:沼隈郡神村（福山市）
- 増本量（科学者、特殊合金の発明、文化勲章） : 広島市（旧安芸郡矢賀村）
- 佐々木吉郎（経営学者、明治大学総長、明治大学経営学部創設者、札幌大学初代学長） : 双三郡川地村（現三次市）
- 禹長春（農学者、育種学者、韓国農業の父） : 呉市
- 中井正一（美学者、哲学者、京大講師時に反ファシズムの拠点に、国立国会図書館初代副館長） : 賀茂郡竹原村（現竹原市）
- 宮地伝三郎（生態学者、元日本モンキーセンター所長） : 因島市（現尾道市）
- 小林正次（電気工学者、元日本電気専務、国産ファクシミリ開発者、元慶應義塾大学教授） : 府中市他（出生地は岡山県）
- 宮地政司（天文学者、元東京天文台長） : 因島市（現尾道市）
- 三上章（日本語学者、主語廃止論で有名、三上義夫は叔父、元大谷女子大学教授）: 高田郡甲立村（現安芸高田市）
- 新庄嘉章（フランス文学者） : 広島市
- 奥田東（農学者、元京都大学総長） :福山市（出生地は奈良県）
- 平田森三（物理学者、元東京大学名誉教授、乗鞍山頂宇宙線観測所初代所長） : 広島市
- 小野忍（中国文学者）:呉市（出生地は東京都）
- 曻地三郎（教育学者、しいのみ学園創設）:賀茂郡寺西村（出生地は北海道）
- 植田敏郎（ドイツ文学者、翻訳家） : 広島市
- 吉田耕作（数学者） : 広島市
- 吉川英史（日本伝統音楽研究家、第一人者、邦楽の発展に尽力） ：深安郡神辺町（現福山市）
- 有坂秀世（言語学者）: 呉市
- 佐和隆研（美術史家、元京都市立芸術大学学長）: 廿日市市
- 永野治（航空技術者、国産ジェットエンジン開発者、永野一家） : 広島市
- 宮本正太郎（天文学者、惑星気象学の開拓者） : 尾道市
- 藤間生大（日本史学者）: 広島市
- 西順蔵（中国思想史家）: 広島市
- 三戸サツヱ（教員、サル学）: 広島市
- 島田虔次（東洋史学者） : 三次市
- 世良晃志郎（歴史学者） : 庄原市
- 大田堯（教育学者、都留文科大学元学長、日本子どもを守る会名誉会長） : 豊田郡本郷町
- 藤原弘達（政治学者・政治評論家） : 尾道市
- 山本健一（自動車技術者、実業家、元マツダ社長、ロータリーエンジン主任開発者） : 広島市（出生地は熊本県）
- 吉本均（教育学者）
- 河村博旨（函館大学学長、商学）
- 京谷好泰（元国鉄本社副技師長、リニアモーターカー発明者、超電導の世界的権威） : 福山市
- 信楽峻麿（宗教学者、仏教伝道協会理事長、元龍谷大学学長） : 賀茂郡豊栄町
- 井口洋夫（科学者、文化勲章、広島県名誉県民） : 広島市
- 川井健（法学者、一橋大学名誉教授） : 広島市
- 岡田善雄（医学者、細胞遺伝研究、文化勲章、広島県名誉県民） : 呉市
- 光易恒（物理学者、海洋波研究）
- 實吉達郎（動物学者、UMA命名者） : 呉市
- 河野稠果（人口学者）
- 岡崎令治（分子生物学者、DNAの合成前駆体、岡崎フラグメントの発見（1967年）） : 広島市
- 久保正彰（西洋古典学者、日本学士院院長(第24代)）
- 松浦玲（歴史学者）：福山市
- 伊藤秀三（生態学者） : 竹原市
- 稲垣忠彦（教育学者、元東京大学名誉教授） : 呉市
- 茶谷正洋（建築学者、折り紙建築） : 尾道市
- 石原舜三（地球科学者） : 広島市
- 吉田富夫（中国文学者、佛教大学名誉教授、莫言翻訳） : 賀茂郡福富町
- 永谷敬三（経済学者、ブリティッシュコロンビア大学名誉教授）
- 伊藤修令（自動車技術者、元日産自動車開発責任者(主管)、プリンス・スカイラインR31型他）
- 天野正子（社会学、お茶の水女子大学名誉教授） : 広島市
- 伊賀健一（工学者、面発光レーザーの発明者、東京工業大学学長） : 呉市
- 杉原誠四郎（教育学者、新しい歴史教科書をつくる会会長）
- 高木桂蔵（文化人類学者） :尾道市
- 鳥山敏子（教育学者、ニワトリを殺して食べる授業） : 呉市
- 的川泰宣（宇宙工学者） : 呉市
- 外村彰（物理学者）（出生地は兵庫県）
- 庄垣内正弘（言語学者、元京都大学教授）: 呉市
- 寺西重郎（経済学者、金融史、一橋大学名誉教授）: 因島市
- 小島朋之（政治学者、現代中国研究） : 広島市
- 袴田茂樹（政治学者） : 福山市
- 西田友是（情報工学者、東京大学教授、日本のコンピュータグラフィックス(CG)パイオニア）
- 西城恵一（天文学者）
- 東洋一（恐竜の達人、福井県立恐竜博物館特別館長） : 呉市
- 三谷博（歴史学者、日本近代史、東京大学大学院教授）：福山市
- 今中哲二（工学者、原子力工学） : 広島市
- 観山正見（天文学者・宇宙物理学者） : 東広島市
- 吉川元（政治学者） : 広島市
- 川本隆史（倫理学者） : 広島市
- 佐藤学（教育学者、東京大学教育学部教授、日本教育学会会長）
- 星野一郎（会計学者・広島大学教授） : 豊田郡本郷町（現三原市）
- 平岩正樹（外科医(癌の相談室)） : 広島市
- 岡田温司（美術史家、京都大学教授）: 三原市
- 長谷部恭男（憲法学者） : 広島市
- 勝岡寛次（歴史学者）
- 大島清（医学者）
- 広田照幸（教育社会学者） : 比婆郡
- 佐藤卓己（社会学者） : 広島市
- 八木秀次（憲法学者、新しい歴史教科書をつくる会前会長） : 尾道市
- 飯田史彦（経営学者）：竹原市
- 梶井厚志（経済学者） : 呉市
- 仲正昌樹（哲学者・思想史家） : 呉市
- 古田陽久（世界遺産学者） : 呉市
- 佐藤俊樹（社会学者） : 広島市
- 高橋和利（生命科学者、京都大学iPS細胞研究所講師） : 広島市
- 八木國之（法学者、元中央大学名誉教授）：尾道市
- 青井透（環境学者）
- 佐藤宏介（工学者）
- 吉原敬典 ( 経営学者、目白大学経営学部・大学院経営学研究科教授、立教大学大学院ビジネスデザイン研究科兼任講師、ホスピタリティマネジメント研究会会長 ) ：尾道市（ 旧因島市 ）
- 庄野直美 ( 物理学者、広島女学院大学：安芸太田町

### 作家
- 青山圭秀（インド医学研究者、日本に初めてグル・サイババを紹介） : 福山市
- 阿川弘之（『雲の墓標』、広島県名誉県民、文化勲章） : 広島市[7]
- 阿部昭 : 広島市
- 雨木シュウスケ（『鋼殻のレギオス』）: 三原市
- 井上勇（翻訳家）
- 井伏鱒二（『山椒魚』、直木賞、広島県名誉40県民、文化勲章） : 深安郡加茂町
- 今井恭子
- 今村夏子 : 広島市
- 岩橋邦枝 : 広島市
- 岩田洋季（『護くんに女神の祝福を!』）
- 上田真而子（作家、翻訳家）
- 占部都美（『危ない会社』）
- 大下英治（『修羅の群れ』） : 安芸郡府中町
- 大田洋子 : 広島市
- 岡田美知代（田山花袋『蒲団』のモデル） : 府中市
- 小山田浩子（芥川賞、『穴』） : 広島市
- 岡田八千代 : 広島市
- 架神恭介
- 梶山季之（『黒の試走車』） : 廿日市市（出生地は朝鮮・京城）
- 川西蘭（『パイレーツによろしく』） : 三原市
- 川野京輔（作家、作詞家）
- 朽木祥（児童文学） : 広島市
- くぼ英樹（児童文学）：広島市
- 倉田百三（『出家とその弟子』） : 三上郡庄原村
- 倉橋燿子
- 小久保均（『夏の刻印』） : 広島市（出生地は韓国慶尚北道）
- 児玉辰春（『まっ黒なおべんとう』）: 大竹市
- 近藤千雄（翻訳家、スピリチュアリズム研究家） : 福山市（出生地は台湾）
- 佐伯千秋（少女小説作家）
- 佐木隆三（『復讐するは我にあり』） : 高田郡小田村（出生地は北朝鮮）
- 佐々木久子（随筆家、元雑誌『酒』編集長） : 広島市
- 島田荘司（"新本格"推理創始 『占星術殺人事件』） : 福山市
- 周防柳（『八月の青い蝶』） : 大竹市（出生地は東京都）
- 鈴木三重吉（児童文学『赤い鳥』刊行、児童文化運動の父） : 広島市
- 高垣眸（児童文学『快傑黒頭巾』『まぼろし城』） : 尾道市
- 高橋源一郎（『さようならギャングたち』）: 尾道市
- 竹西寛子 : 広島市
- 田島隆（漫画原作者、『カバチタレ!』） : 呉市
- 田中小実昌（直木賞）: 呉市（出生地は東京都）
- 津原泰水 : 広島市
- 直井潔 : 広島市
- 長田順行（日本暗号協会会長） : 呉市
- 那須正幹（児童文学『ズッコケ三人組』シリーズは国内児童文学史上最大のミリオンセラー） : 広島市
- 並木宗輔（浄瑠璃・歌舞伎作家、『菅原伝授手習鑑』『義経千本桜』『仮名手本忠臣蔵』三大傑作作者（共同））
- 原民喜（『夏の花』）: 広島市
- 東川篤哉 : 尾道市
- 文沢隆一（小説「重い車」で第6回群像新人文学賞受賞）
- 平安寿子（『素晴らしい一日』）: 広島市
- 藤井留美（翻訳家）
- 藤原宰太郎（探偵クイズ創始）
- 細田民樹 : 山県郡壬生町（出生地は東京都）
- 見延典子（『もう頬づえはつかない』） : 広島市在住（出身は北海道）
- 毛利志生子
- 森達也（作家・映画監督・TVディレクター） : 呉市
- 八束澄子（児童文学）: 尾道市
- 山崎朋子（女性史研究家、『サンダカン八番娼館』） : 呉市
- 山下明生（児童文学『うみのしろうま』、『バーバパパ』シリーズ訳者）佐伯郡能美町（出生地は東京都）
- 山代巴（労働運動家「荷車の歌」） : 三次市
- 横山美智子（『くもとちゅうりっぷ』）:尾道市
- 吉本直志郎（児童文学、『青葉学園物語』シリーズ） : 佐伯郡五日市町（出生地は福岡県）
- 光原百合（ミステリー作家、尾道大学准教授）:尾道市
- 松本清張（芥川賞、『点と線』）: 広島市
- 湊かなえ（『告白』） : 因島市
- 湊邦三（元聖教新聞主筆） : 佐伯郡宮島町
- 若杉慧（『エデンの海』） : 広島市
- 和田竜（『のぼうの城』） : 広島市（出生地は大阪府）

### 漫画家
- あすなひろし（『青い空を、白い雲がかけてった』） : 呉市（出生地は東京都）
- 明智抄 : 賀茂郡
- 新井葉月
- 池田恵
- 石田敦子（『アニメがお仕事!』） : 福山市
- 井上きみどり（出生地は関西）
- 市川ヒロシ
- 壱河柳乃助
- まがりひろあき
- 宇河弘樹（『朝霧の巫女』）
- うぐいすみつる : 広島市
- ウダノゾミ (『田中くんはいつもけだるげ』)
- 永遠幸
- 甲斐さゆみ
- 風上旬 : 府中市
- 鎌谷悠希
- かわぐちかいじ（『沈黙の艦隊』） : 尾道市
- 川瀬夏菜
- 川原正敏（『修羅の門』） : 三原市
- 喜久田ゆい : 安芸郡海田町
- 久保帯人（『BLEACH』） : 安芸郡府中町
- 耕野裕子
- こうの史代（『夕凪の街 桜の国』） : 広島市
- 古城武司
- 小だまたけし : 広島市
- 小林俊彦 : 三原市
- 西条真二 : 呉市
- さいとうつかさ
- さだやす圭（『なんと孫六』、『ああ播磨灘』）: 三原市
- 佐藤両々
- JUDAL : 尾道市
- 新久千映 : 広島市
- 鈴賀レニ : 大竹市
- 瀬尾公治（『涼風』） : 庄原市
- 大沖 ： 江田島市
- 高田靖彦
- 東風孝広（『カバチタレ!』） : 呉市
- 只野和子 : 福山市
- 太刀掛秀子 : 呉市
- 立石佳太
- 田中宏 : 安芸郡府中町
- 谷川一彦 : 広島市
- ででん♪
- 東城和実 : 三原市
- とだ勝之 : 福山市
- TONO : 広島市
- 中沢啓治（『はだしのゲン』） : 広島市
- 永田正実（『恋愛カタログ』）
- 夏目義徳 : 広島市
- 西島大介 : 広島市（出生地は東京都）
- 野村宗弘 : 広島市
- 海藍
- 臂美恵 : 府中市
- 早見純 : 広島市
- 箱田真紀 : 福山市
- ヒイラギシンジ（『メイドですから!』） : 広島市
- ひらのあゆ
- 方條ゆとり
- 細馬信一 : 呉市
- 掘骨砕三
- 松田洋子 : 福山市（出生地は大阪府）
- 松本美緒 : 広島市
- 松森正
- 三家本礼（『ゾンビ屋れい子』） :広島市
- 三咲あや
- 水穂しゅうし : 大竹市
- 道原かつみ : 三原市
- 満田拓也（『MAJOR』）: 福山市
- 光原伸 : 三原市
- 三原ミツカズ : 広島市
- みやび鈴
- みやもと留美 : 福山市
- 宮脇明子（『ヤヌスの鏡』） : 三原市
- 望月菓子
- もりたじゅん（本宮ひろ志夫人） : 芦品郡
- 杜野亜希 : 広島市
- 八神健 : 広島市
- 安永知澄
- ユーキあきら
- よしかわ進
- 和田慎二（スケバン刑事） : 呉市
- わちさんぺい:三次市

### 劇作家・演出家
- 行友李風（新国劇専属作家、「国定忠治」、「月形半平太」作者） : 尾道市
- 小山内薫（劇作家、日本新劇の父） : 広島市
- 堀正旗（宝塚歌劇創立期の演出家） : 広島市
- 小山祐士（劇作家） : 福山市

### 画家
- 靉光 : 山県郡壬生町
- 有地好登（版画家）：府中市
- 宇田要之助 : 福山市
- 岡本礼子（画家）
- 奥田元宋（広島県名誉県民） : 双三郡八幡村（現 三次市吉舎町）
- 柿本幸造（童画家、『どんくまさん』シリーズ）
- 金島桂華 : 神辺町
- 児玉希望 : 高田郡来原
- 小林千古 - 洋画家（旧佐伯郡地御前村（現廿日市市地御前）出身）
- ジミー・ツトム・ミリキタニ : 佐伯郡五日市町（出生地はアメリカ合衆国）
- 辻永 : 広島市
- 楚里清 : 呉市
- 野田弘志 : 福山市（出生地は朝鮮）
- 平山郁夫（東京藝術大学学長、広島県名誉県民、文化勲章） : 豊田郡瀬戸田町（現尾道市）
- 福原五岳（江戸時代中期の文人画家）：備後尾道
- 船田玉樹 : 呉市
- 松山省三（日本で最初のカフェー創業者） : 広島市* 南薫造 : 賀茂郡内海町（現呉市安浦町）
- 丸木位里 : 広島市
- 吉原英雄（版画家）：因島市

### 書家
- 桑田笹舟（一楽書芸院設立） : 福山市
- 宮本竹逕（日本書芸院設立） : 福山市
- 栗原蘆水 : 福山市

### 華道家
- 安達潮花（安達式挿花、創流者(現・花芸安達流)） : 豊田郡内海村跡

### 能楽家
- 豊嶋弥左衛門（金剛流仕手方重要無形文化財保持者(人間国宝)） : 広島市

### 彫刻家
- 平櫛田中（木彫家、文化勲章） : 沼隈郡今津村（出生地は岡山県）
- 圓鍔勝三（木彫家、広島県名誉県民、文化勲章） : 尾道市（御調郡御調町）
- 杭谷一東 : 世羅町（世羅郡甲山町）
- 内藤礼 : 広島市

### 陶芸家
- 今井政之 : 竹原市

### 工芸家
- 河面冬山（漆工芸家） : 広島市
- 六角紫水 : 佐伯郡大柿町

### 照明家
- 遠山静雄（舞台照明草分け）

### 建築家
- 田辺淳吉（大正モダンを代表する建築家、晩香廬（東京王子）、誠之堂（深谷市）他） : 福山藩
- 武田五一（京都大学建築学科創設者、アールヌーボー、セセッション紹介、京都市役所他） : 福山藩
- 藤井厚二（環境共生住宅の先駆、聴竹居他） : 福山藩
- 天野太郎: 呉市
- 今川憲英（構造家）：日本建築学会作品選奨、日本建築学会賞業績賞受賞。尾道市
- 村上徹：日本建築学会賞、第7回吉岡賞受賞者
- 石田敏明：日本建築学会賞、第12回吉岡賞受賞者
- 岡河貢：アンドレア・パラディオ国際建築賞受賞者
- 前田圭介：日本建築学会作品選奨受賞
- 谷尻誠：JIA四国建築賞大賞受賞

### プロダクトデザイナー
- 榮久庵憲司（インダストリアルデザイナーのパイオニア、成田エクスプレス他） : 広島市（出生地は東京都）
- 神原秀夫 : 呉市

### グラフィックデザイナー
- 山名文夫（グラフィックデザインの先駆者、資生堂花椿マーク、日本デザイナー学院創設） : 広島市
- 山下勇三（浅田飴画）:広島市
- 松井桂三（関西国際空港シンボルマーク） : 広島市（出生地は京都府）

### 服飾デザイナー
- 山脇敏子（日本服飾手芸パイオニア、山脇服飾美術学院(現・山脇美術専門学院)設立者） : 呉市
- 三宅一生（イッセイ・ミヤケ） : 広島市
- 甲賀真理子（マリコ・コウガ） : 豊田郡安浦町
- 柳川荒士（ジョン・ローレンス・サリバン） : 広島市

### 人形作家
- 辻村寿三郎（新八犬伝 / NHK（1974年）） : 三次市（出生地は旧満州国）
- 奥田小由女（日展理事長）: 三次市（出生地は大阪府）

### 舞踊・舞踏家
- 森下洋子 : 広島市
- MIKIKO（ダンサー、振付師、演出家）

### 宗教家・僧侶
- 沼田恵範（仏教伝道協会創設者、ミツトヨ創業者） : 賀茂郡志和町
- 谷口清超（生長の家総裁） : 広島市
- 佐藤範雄（金光教宿老、金光学園中学校・高等学校創立者） : 福山市
- 平岡宕峯（高野山真言宗大僧正、清風学園創立者） : 安芸郡下蒲刈町
- 紀野一義（真如会主幹）：広島市（出生地は山口県）
- 麻生文雄（真言宗醍醐派管長、総本山醍醐寺座主、三宝院門跡、大本山西国寺住職） : 因島市
- 妹尾義郎（仏教運動家） : 比婆郡東城町

### 詩人・歌人・俳人
- 小野篁（歌人） : 安芸国
- 大木惇夫（詩人、作詞家、大地讃頌、国境の町・作詞） : 広島市
- 菅茶山（江戸期の漢詩人） : 深安郡八尋村
- 麻生路郎（川柳人、大正、昭和初期の川柳六大家の1人） : 尾道市
- 葛原しげる（童謡詩人、童謡「夕日」、「村祭」作詞） : 深安郡八尋村
- 栗原貞子（詩人） : 広島市
- 正田篠枝（歌人） : 安芸郡江田島村
- 武内俊子（童謡詩人、童謡「かもめの水兵さん」、「赤い帽子白い帽子」作詞） : 三原市
- 近藤宮子（唱歌詩人、唱歌「チューリップ」、「こいのぼり」作詞） : 広島市
- 中村憲吉（歌人） : 三次市
- 黒田三郎（詩人） : 呉市
- 近藤芳美（歌人） : 広島市（出生地は朝鮮馬山）
- 木下夕爾（詩人） : 福山市
- 似雲（江戸期の歌人） : 広島市
- 峠三吉（詩人） : 広島市（出生地は大阪府）
- 川崎展宏（国文学者、俳人） : 呉市
- 鷹羽狩行（俳人） : 尾道市（出生地は山形県）
- 東直子（歌人） : 広島市

### 棋士
- 井上因達因碩（囲碁） : 佐伯郡己斐村
- 井上春策因碩（囲碁） : 備後国
- 本因坊秀策（囲碁、史上最強の棋聖） : 御調郡三浦村（現・尾道市因島外浦町）
- 井上恵下田因碩（囲碁） : 安芸郡
- 瀬越憲作（囲碁、日本棋院の創立に参画、初代理事長、近代碁の礎を築く、囲碁の国際普及に尽力） : 佐伯郡能美村
- 升田幸三（将棋、史上初の全冠（1957年）、近代将棋の礎を築く） : 双三郡三良坂町
- 松浦卓造（将棋、天守閣美濃囲い創案者） : 三原市
- 半田道玄（囲碁、1960年・65年王座） : 御調郡向島町
- 山口英夫（将棋、英ちゃん流中飛車） : 呉市
- 村上文祥（囲碁、アマチュア囲碁四強） : 因島市
- 桐谷広人（将棋） : 竹原市
- 村山聖（将棋「聖の青春」） : 安芸郡府中町
- 今泉健司（将棋、アマチュア竜王、2007年新設された三段リーグ編入試験合格第一号）
- 山崎隆之（将棋） : 広島市
- 片上大輔（将棋） : 広島市
- 坂東香菜子（将棋） : 因島市
- 糸谷哲郎（将棋） : 広島市

### 映画監督・映画スタッフ
- 油谷誠至（監督、TVドラマ演出、雨に眠れ）： 竹原市
- 天野和人（映画プロデューサー、孤狼の血）：呉市
- 印南弘（監督）
- 上杉裕世（ILM デジタルマットアーチスト、スター・ウォーズシリーズ）：広島市
- 枝正義郎（トリック撮影(特殊撮影)の先覚者、天活の撮影主任、円谷英二ら多くの秀でた人材を育成）：佐伯郡玖島村
- 大林宣彦（監督、尾道三部作(転校生、時をかける少女、さびしんぼう)他）：尾道市
- 岡田茂（元東映社長、日本映画界のドン）：賀茂郡西条町
- 片岡公生（プロデューサー、バトル・ロワイアル ）：呉市
- 窪田崇（監督、BADBOYS）：広島市
- 黒川渉三（東急専務、東横映画、東京映画配給社長）：賀茂郡西条町
- 小谷ヘンリー（日本映画黎明期の撮影技術指導者）：広島市
- 小松壮一郎（映像作家）：呉市
- 作田貴志（元にっかつロマンポルノ製作・企画者、天使のはらわた、現カドカワピクチャーズUSA社長）
- 佐々元十（記録映画作家、プロレタリア映画運動の先駆者）：三次市
- 佐藤信介（監督・脚本、図書館戦争）：比婆郡東城町
- 白井戦太郎（監督）：広島市
- 新藤兼人（午後の遺言状、裸の島 / モスクワ国際映画祭グランプリ、広島県名誉県民、文化勲章）：佐伯郡石内村
- 諏訪敦彦（監督、東京造形大学学長、M/OTHER、カンヌ国際映画祭国際批評家連盟賞受賞）： 広島市
- 高田雅博（監督、CMディレクター、サントリー「なっちゃん」、ライフカード：広島市
- 高野虎市（チャーリー・チャップリンの秘書、映画撮影の補助も行った）：安佐郡八木村
- 田坂具隆（監督、五番町夕霧楼 ：豊田郡沼田村
- チェリン・グラック（監督、サイドウェイズ）：佐伯郡廿日市町地御前（出生地は和歌山県）
- 津崎公平（ピンク映画監督、脚本家、俳優）：呉市
- 坪島孝（監督、クレイジー・キャッツシリーズ）：東広島市
- 土井茂（監督・演出、ザ・ガードマン、赤い疑惑、噂の刑事トミーとマツ）：府中市
- 土井裕泰（映画監督・TVディレクター、テレビ『ビューティフルライフ』、映画『いま、会いにゆきます』）：広島市
- 時川英之（監督・脚本、ラジオの恋、シネマの天使）：広島市
- 長石多可男（監督・演出、仮面ライダーシリーズ）：広島市
- 中野裕之（監督・ミュージックビデオ監督、RED SHADOW 赤影）：福山市
- 西川美和（監督、ゆれる）：広島市
- 野火明（監督、シークレットワルツ）
- 長谷川和彦（監督、太陽を盗んだ男）：東広島市
- 長谷川安人（監督、十七人の忍者）：庄原市
- はまの省蔵（監督、動物愛護ドキュメンタリー 慈、日本劇作家協会中国支部会員）：広島市
- 藤井克彦（監督、にっかつロマンポルノ）：広島市
- 藤村哲哉（ギャガ・コミュニケーションズ創業者、前CEO）：広島市
- 藤本真澄（製作、元東宝副社長）：呉市他（出生地は旧満州旅順）
- 部谷京子（美術監督、RAMPO、Shall we ダンス?他で日本アカデミー賞優秀美術賞4回）：広島市
- 松梨智子（監督、インディーズ映画の女王、毒婦マチルダ）：廿日市市
- 松本正道（アテネ・フランセ文化センター主任）
- 水田伸生（映画監督・TVディレクター、ドラマ「Mother」、映画「花田少年史 幽霊と秘密のトンネル」）：広島市
- 三村明（黒澤明 / 姿三四郎、山中貞雄 / 人情紙風船のカメラ）：江田島市（安芸郡江田島町）
- 山内鉄也（監督・演出、仮面の忍者 赤影、水戸黄門）：広島市

### 脚本家
- 柳井隆雄（君の名は脚色、父ありき） : 福山市
- 石堂淑朗（日本の夜と霧、黒い雨） : 尾道市
- 西条道彦（ザ・ガードマン、あこがれ共同隊） : 福山市
- 高橋玄洋（繭子ひとり、野々村病院物語） : 尾道市（出生地は島根県）
- 田坂啓（ザ・ドリフターズ全員集合!!シリーズ、鬼平犯科帳） : 尾道市
- 池端俊策（大久保清の犯罪、海峡を渡るバイオリン） : 呉市
- 遊川和彦（女王の教室、魔女の条件、家政婦のミタ、過保護のカホコ[8]） : 大竹市（出生地は東京都）

### 放送作家
- 一文字弥太郎（放送作家、ラジオパーソナリティ） : 三原市
- 景山民夫（放送作家、小説家、11PM、タモリ倶楽部、遠い海から来たCOOで直木賞）東京出身、小学校は広島市
- 倉本美津留（放送作家、痛快!明石家電視台、HEY!HEY!HEY! MUSIC CHAMP、ダウンタウンDX） : 広島市
- ヒロハラノブヒコ（放送作家・世界一受けたい授業、ぐるぐるナインティナイン、世界まる見え!テレビ特捜部） : 福山市
- 桝本壮志（放送作家・吉本興業所属、エンタの神様、劇団シックネスバック主宰） : 広島市

### TV・CM製作関係者
- 中川英造（元日本教育テレビ(現・テレビ朝日)社長） : 呉市
- 近藤積（元NHKプロデューサー、ディレクター、音楽評論家、NHK紅白歌合戦創設）: 広島市
- 中川順（元テレビ東京社長、「中興の祖」、元民放連会長） : 広島市
- 高木一見（元毎日放送社長）
- 青山行雄（元讀賣テレビ社長）：府中市
- 香坂信之（元読売テレビプロデューサー、ディレクター、木曜ゴールデンドラマ多数）
- 皇達也（元テレビ朝日プロデューサー、現テレビ朝日サービス社長、『欽どこ』、『みごろ!たべごろ!笑いごろ!』、『ミュージックステーション』） : 広島市
- 安岡喜郎（元日本テレビプロデューサー・ニッポン放送ディレクター）
- 岡部憲治（テレビプロデューサー、テレコムスタッフ代表取締役、世界の車窓から、課外授業ようこそ先輩）
- 難波一弘（演出家、元TBS編成制作局長、8時だョ!全員集合、痛快なりゆき番組 風雲!たけし城、魔女の条件）: 福山市
- 大村英治（WOWOWプロデューサー、TOYD、妄想代理人、Railway Story）：福山市
- 丸田智子（国際メディアコーポレーション、冬のソナタ買い付け、韓流ブームを起こす） : 広島市
- 東不可止（テレビ東京プロデューサー、アニメーション担当）
- 神原孝（フジテレビプロデューサー、クイズ!ヘキサゴンII、メントレG、ザ・ベストハウス123、元野猿）

### 評論家・コラムニスト
- 唐島基智三（政治評論家、NHK国会討論会の名司会者） : 竹原市
- 佐々木基一（文芸評論家、翻訳家、『近代文学』創刊者(共同)）: 豊田郡本郷町
- 橋川文三（政治学研究者、文芸評論家、「日本浪漫派序説」） : 安芸郡仁保島（出生地は長崎県）
- 桑原住雄（美術評論家） : 広島市
- 佐々木久子（随筆家、雑誌編集長） : 広島市
- 佐伯隆幸（演劇評論家、フランス文学者）
- 板垣英憲（政治・経済評論家） : 呉市
- 高橋乗宣（経済評論家、三菱総合研究所理事） : 高田郡美土里町
- 宮迫千鶴（美術・社会評論家） : 呉市
- 神足裕司（コラムニスト「金魂巻」、「恨ミシュラン」） : 広島市

### イラストレーター
- 渡辺和博 : 広島市
- エドツワキ : 佐伯郡五日市町
- 滝川悠 : 広島市
- むかいあぐる : 安芸郡熊野町
- 松尾たいこ : 呉市
- エナミカツミ : 広島市
- まがりひろあき
- ひだかなみ
- 灰村キヨタカ: 尾道市

### アニメーション制作関係者
- 安藤雅司（作画監督、『もののけ姫』、『千と千尋の神隠し』、『思い出のマーニー』）：府中市
- 石田敦子（作画監督・キャラクター・デザイン、『勇者特急マイトガイン』）：福山市
- 今田智憲（元：東映動画(現東映アニメーション)社長、プロデューサー、『Dr.スランプ アラレちゃん』、『キン肉マン』、『北斗の拳』他製作）：東広島市
- ウシロシンジ（アニメ演出家、監督、『妖怪ウォッチ』）：三原市
- うるし原智志（漆原智志）（アニメーター、『極黒の翼バルキサス』キャラクターデザイン・作画監督、『AKIRA』原画）：三原市
- 大張正己（監督、メカニックデザイナー、『機甲戦記ドラグナー』、『超重神グラヴィオン』）
- 面出明美（脚本家、『機動戦士ガンダムSEED』、『逮捕しちゃうぞ』）
- 兼森義則（アニメーター、キャラクターデザイン、『ひみつのアッコちゃん』、『銀河鉄道999』、『ストップ!! ひばりくん!』）：呉市
- 木村真一郎（監督、『HAND MAID メイ』、『ちっちゃな雪使いシュガー』）
- 坂本佳栄子（バングズーム! エンタテイメント副社長、プロデューサー、音響監督、キャスティング・ディレクター）
- 佐藤雄三（監督、作画監督、『YAWARA!』、『ごくせん』）：福山市
- 高橋浩（東映アニメーション元社長）：福山市
- 只野和子（キャラクターデザイン・作画監督、『美少女戦士セーラームーン』、『聖闘士星矢』）
- 田中将賀（キャラクターデザイン・作画監督、『君の名は。』）
- 鳥羽聡（アニメ演出家）
- 西尾大介（監督、『ドラゴンボール』シリーズ、『ふたりはプリキュア』）：三次市
- 西屋太志（キャラクターデザイン・作画監督）『日常 』、『氷菓』、『Free! 』、『聲の形』、『リズと青い鳥』）：尾道市
- 羽原信義（マルチクリエイター、『マシンロボ クロノスの大逆襲』、『蒼穹のファフナー』）：福山市
- 橋本昌和（監督、クレヨンしんちゃん オラの引越し物語 サボテン大襲撃）
- 藤田伸三（脚本家、『ポケットモンスター ベストウイッシュ』、『それいけ!アンパンマン てのひらを太陽に』、『劇場版 甲虫王者ムシキング グレイテストチャンピオンへの道』、『劇場版デュエル・マスターズ 黒月の神帝』）
- 村田英憲（エイケン設立者、プロデューサー、『サザエさん』企画、『キャプテン』、『クッキングパパ』）：広島市
- 山口泰弘（アニメーター）
- 吉田玲子（脚本家、『けいおん!』、『君のいる町』、『ガールズ&パンツァー』）
- よしもときんじ（監督）

### プロゲーマー
- NOBUO

### ゲームクリエイター
- 吉岡賢（ポリゴンマジック元社長、ビクター時代、イース販売、サンサーラ・ナーガ・魔境伝説製作） : 尾道市
- 谷岡久美（サウンド・クリエーターファイナルファンタジーXI、ファイナルファンタジー・クリスタルクロニクル）
- 谷口行規（ユークス創業者社長、闘魂烈伝シリーズ、エキサイティングプロレスシリーズ製作、新日本プロレスオーナー） : 広島市

### 作詞家・作曲家
- 浅利進吾（作詞・作曲、約束、Everything、ヒカリひとつ）
- 安部幸明（作曲家、クラシック、交響曲第1番）：広島市
- 石本美由起（作詞家、憧れのハワイ航路、悲しい酒、矢切の渡し）：大竹市
- 岡田冨美子（作詞家、怪獣のバラード、みかん色の恋、スシ食いねェ!、TAXI）：府中市
- 岡本朗（岡本一生）（作曲家、砂の城、陽春のパッセージ、雨の日は家にいて）：呉市
- 紙恭輔（作曲家、日本ジャズの草分け）：広島市
- 糀場富美子（作曲家）
- 佐村河内守（作曲家）：広島市
- 高田耕至（作曲家 音楽プロデューサー）：呉市
- 丹古晴巳(市場馨)（作詞家、霧にむせぶ夜、夜明けの停車場、みちのくひとり旅）：広島市
- CHOKKAKU（作曲・編曲・プロデュース）：広島市
- 寺尾智沙（作詞家、白い花の咲く頃）
- 都志見隆（作曲家、TANGO NOIR、最後の雨、言えないよ）：広島市
- とまりれん（作詞・作曲家、氷雨）： 尾道市百島泊
- 永井建子（作曲家、軍歌作曲の草分け、シャルル・ルルーの弟子、元寇、道は六百八十里、雪の進軍、早稲田実業学校や崇徳学園等の校歌作曲） : 佐伯郡石内村
- 藤井清水（作曲家、民謡、楽浪曲、童謡、ピアノ曲、歌劇他約1900曲、足柄山、影踏めば）：安芸郡焼山村
- 細川俊夫（作曲家、クラシック、ヒロシマレクイエム）：広島市
- 蒔田尚昊(冬木透)（作曲家、ウルトラセブン、ミラーマン、鳩子の海）：広島市（出生地は旧満州国）
- 山本淑稀（作詞・作曲・プロデュース）
- 横山菁児（作曲・編曲家、宇宙海賊キャプテンハーロック、聖闘士星矢）：広島市
- 渡邊崇（作曲家）：広島市

### 指揮者
- 大植英次 : 広島市
- 山下一史 : 広島市
- 天野守信 :廿日市市
- 荒谷俊治: 東広島市
- 川本統脩：呉市

### アナウンサー
NHK
- 青山祐子（東京アナウンス室） : 廿日市市（旧佐伯郡大野町）
- 大成安代（東京アナウンス室）: 三原市
- 小野卓司（東京アナウンス室） : 尾道市（旧因島市）
- 小野文惠（東京アナウンス室） : 府中市
- 喜多賢治（山口局） : 福山市
- 末田正雄（東京アナウンス室） : 呉市
- 杉浦圭子（広島局） : 広島市
- 瀬戸秀夫（広島局ディレクター） : 広島市
- 高橋康輔（水戸局）: 広島市
- 武本大樹（甲府局）: 広島市
- 田代杏子（大阪局）: 広島市
- 畠山大志（鳥取局） : 広島市
- 福田光男（高知局） : 呉市
- 平崎貴昭（宮崎局） : 呉市（旧安芸郡音戸町）
- 吉田賢（札幌局） : 尾道市

RCC中国放送
- 青山高治 : 尾道市
- 石田充 : 広島市
- 一柳信行 : 大竹市
- 伊藤文 : 広島市（元：東日本放送）
- 河村綾奈 : 広島市
- 小林康秀 : 広島市
- 桜井弘規 : 福山市
- 田中俊雄 : 大竹市
- 吉田幸 : 呉市
- 吉田千尋 : 広島市

元アナウンサー
- 煙石博 : 広島市
- 川島宏治（異動） : 廿日市市（旧佐伯郡大野町）
- 久保田夏菜（元：テレビ愛媛→中国放送）：広島市
- 桑原しおり（元・中国放送）: 広島市

HTV広島テレビ放送
現職
- 児玉勝司 : 広島市
- 西名みずほ : 広島市
- 宮脇靖知 : 呉市
- 糸永直美 :（元・鹿児島読売テレビ） : 福山市

元アナウンサー
- 渡辺由恵 : 広島市

HOME広島ホームテレビ
現職
- 伊藤みのり : 竹原市
- 冨田奈央子（元：IBC岩手放送）: 広島市
- 串山真理（元・日本海テレビジョン放送） : 呉市
- 坪山奏子（元：山陰放送） : 尾道市

元アナウンサー
- 浦本可奈子（元愛媛朝日テレビ） : 広島市
- 川上裕子 : 尾道市
- 中元綾子（元：読売テレビ＆広島ホームテレビ、桜っ子クラブメンバー） : 広島市
- 西村真二（現：コットン）: 広島市
- 松藤好典（元・山口放送）: 三次市
- 八木静佳 : 広島市
- 楪望（オフィスキイワード、元広島ホームテレビ→テレビ大阪） : 広島市（出生地は千葉県）

tssテレビ新広島
現職
- 棚田徹 : 大竹市

元アナウンサー
- 石井百恵 : 安芸郡府中町
- 神田康秋 : 安芸郡府中町
- バーゲルルミ：広島市
- 三上絵里 : 広島市

東京の民放各社
- 徳島えりか（日本テレビ）
- 青山愛（テレビ朝日） : 福山市
- 板倉朋希（テレビ朝日）
- 大下容子（テレビ朝日） : 広島市
- 久保田智子（TBS） : 東広島市（出生地は横浜市）
- 久保田麻三留（元NHK→テレビ東京） : 広島市（出生地は大分県）
- 西山喜久恵（フジテレビ） : 尾道市
- 三宅正治（フジテレビ） : 広島市
- 栗村智（ニッポン放送） : 広島市
- 煙山光紀（ニッポン放送、サッカーパーソナリティー）
- 大町怜央（日本テレビ）: 呉市
- 石川みなみ（日本テレビ）： 広島市

元アナウンサー
- 福井謙二（フジテレビ） : 広島市

中国・四国地方の民放各社
- 池田賢（四国放送） : 呉市
- 浜家輝雄（山陽放送） : 江田島市
- 石田好伸（山陽放送） : 尾道市（旧因島市）
- 今脇聡子（山陽放送） : 広島市
- 岡本匡史（テレビ愛媛）（出生地は愛媛県）
- 竹下美保（岡山放送） : 廿日市市
- 仁多田まゆみ（西日本放送）
- 長谷川恵子（高知放送） : 広島市（出身は兵庫県）
- 平繁かなえ（あいテレビ） : 呉市
- 米澤秀敏（山陽放送） : 広島市
- 脇田美代（山口放送） : 広島市
- 高橋圭子（岡山放送） : 福山市
- 瀬川嘉（山口放送） : 呉市
- 森本晴香（四国放送、元新潟放送→広島ホームテレビ） : 廿日市市
- 木村那津美（テレビ山口）

福岡県内の民放各社
- 沖繁義（九州朝日放送、元・中国放送） : 広島市
- 川﨑聡（テレビ西日本） : 呉市
- 津野瀬果絵（テレビ西日本） : 安芸郡府中町
- 松井礼明（福岡放送） : 広島市
- 若林麻衣子（福岡放送） : 広島市

その他の地域の民放各社
- 石田一洋（関西テレビ放送） : 広島市
- 占部沙矢香（中部日本放送）
- 枝松順一（朝日放送） : 広島市
- 岡田考平（東海テレビ放送）（異動） : 広島市
- 小川香織（山形放送） : 広島市
- 鏡田辰也（ラジオ福島） : 広島市
- 清水美紀（東海テレビ放送）
- 鈴木理加（テレビ大阪） : 三原市
- 道上洋三（朝日放送）: 甲奴郡上下町（出生地は山口県）
- 原田佳子（岩手朝日テレビ） : 呉市
- 廣岡俊光（北海道文化放送） : 安芸郡府中町
- 松井梨絵子（秋田放送） : 東広島市
- 村上和宏（東海ラジオ放送） : 広島市
- 山本慎一（鹿児島テレビ放送） : 福山市
- 杉岡沙絵子（静岡第一テレビ） : 廿日市市

フリー
- 魚住りえ（元：日本テレビ） : 広島市（出生地は大阪府）
- 川上政行（元TXN九州他）: 呉市
- 小早川正昭（元：日本テレビ）
- 高藤有沙（元：NHK） : 広島市
- 田丸美寿々（元：フジテレビ） : 安芸高田市（旧高田郡八千代町）
- 原田知恵（元テレビ大阪） : 呉市
- 山本モナ（元・朝日放送） : 尾道市
- 山中秀樹（元フジテレビ） : 広島市
- 坂本祐祈
- 掛貝梨紗（セント・フォース）
- 藤田真奈美（FIRST AGENT）（出生地は東京都）
- 糸川雅子（元北陸放送→J-WAVEニュースルーム） : 広島市
- 木次真紀（元：山陰放送） : 広島市
- 小池文美（元テレビ埼玉）（出生地は東京都）
- 竹下良則（元ラジオ福島）
- 下程光梨（元長崎国際テレビ）
- 中谷隆宏（元：山口放送、TOKYO MXキャスター） : 広島市

退職者
- 秋田建三（元・NHK）
- 荒谷知穂（元・広島ホームテレビ）: 広島市
- 緒方喜治（元・NHK、現・NHK G-Media 大相撲ジャーナル編集長） : 広島市
- 柏村武昭（前参議院議員、元・中国放送→フリー）：三次市
- 清川徹（元・NHK）: 東広島市
- 斉藤寿朗（徳島局） : 安芸郡海田町
- 田坂るり（元広島テレビ） : 広島市
- 仲山豊秋（元・NHK）: 尾道市
- 山原玲子（定年退職、元・中国放送）

故人
- 脇田義信（広島テレビ取締役在職のまま死去） : 広島市
- 頼近美津子（コンサートプランナー、元・NHK→フジテレビ） : 安芸郡府中町

### ジャーナリスト
- 野村文夫（ジャーナリスト・編集者、團團珍聞創刊） : 広島藩
- 板倉卓造（国際法学者、時事新報主筆・元社長、元貴族院議員） : 比婆郡庄原村
- 田中健五（文藝春秋元社長、諸君!、文藝春秋、週刊文春元編集長） : 広島市
- 植田康夫（編集者） : 呉市
- 中岡望（経済） : 三原市
- 永井明（医療「僕が病気になった理由」） : 三原市
- 恵谷治（国際政治） : 尾道市（出生地は東京都）
- 神浦元彰（軍事）：世羅郡世羅西町
- 松沢呉一（風俗、文化） : 呉市
- 義田貴士（スポーツ） : 広島市
- 北島秀一（フードライター、元新横浜ラーメン博物館広報担当） : 広島市
- 富永秀一（環境）：福山市
- 堀川惠子（ドキュメンタリーディレクター）
- 吉田光宏（環境）：広島市

### その他の文化人
- 三浦仙三郎（酒造家、吟醸酒発明者） : 豊田郡三津村
- 西澤之助（日本女学校(現・相模女子大学)創立者） : 豊田郡戸野村
- 尼子四郎（「医学中央雑誌」創刊、情報サービス嚆矢） : 山県郡戸河内村
- 市邨芳樹（広島県立尾道商業、名古屋経済大学市邨高校、名古屋経済大学高蔵高校創立者）: 尾道市
- 山本滝之助（青少年教育に一生を捧げる、青年団運動の父、のちボーイスカウトとして発展） : 沼隈郡沼隈町
- 甲斐和里子（顕道女学院(京都女子大学の前身)創始者）：深安郡神辺町
- 大妻コタカ（大妻学院創設者、大妻女子大学初代学長） : 世羅郡世羅町
- 大多和音吉（松江ミシン裁縫女学院(現・開星中学校・高等学校)創設者）
- 三枝博音（哲学者、鎌倉アカデミア設立者） : 山県郡本地村
- 大多和タカ（松江ミシン裁縫女学院(現・開星中学校・高等学校)創設者）
- 田中三郎（映画雑誌キネマ旬報創立者(共同)） : 広島市
- 真野房子（美容師、真野美容専門学校設立者） : 世羅郡東村
- 山中豊子（美容師、パーマネントウエーブ紹介者） : 広島市
- 宇城カ子（東筑紫学園高校、学校法人東筑紫学園設立者） : 神石郡神石町
- 加計勉（加計学園創始者）：豊田郡安芸津町
- 岩永嘉弘（コピーライター、ネーミングの第一人者） : 呉市
- 奥地圭子（フリースクール東京シューレ設立者・理事長） : 三原市
- 平山助成（平山郁夫美術館館長、日本画家・平山郁夫の弟） : 尾道市
- 大越俊夫（師友塾創設者・塾長） : 尾道市
- 山野勝（講談社「週刊ヤングマガジン」元編集長、坂道研究家、日本坂道学会会長） : 呉市
- 富田倫生（著作家・編集者、青空文庫呼び掛け人） : 広島市
- くらたまなぶ（元リクルート編集長、「とらばーゆ」、「フロムエー」、「エイビーロード」、「じゃらん」、「ゼクシィ」、「ホットペッパー」、「じゅげむ」他創刊者）福山市
- 赤松珠抄子（空間プランナー） : 豊田郡安芸津町
- 森本正治（料理の鉄人・三代目和の鉄人） : 広島市
- 菅野鈴子（占い師、原宿の母） : 広島市
- 吉井敏久（舞台・映像プロデューサー、CLIE代表取締役社長） : 呉市
- 上廣哲彦（実践倫理宏正会創設者、道徳教育・社会教育家） : 山県郡豊平町（現：北広島町）
- 西田一生（振付師）：広島市
- 竹下和輝（写真家）
- 片島蘭（染色家）
- 藤田えりか（美術家、学芸員）
- 清古尊（著作者、手形コレクター）：廿日市市

## スポーツ選手

### 野球

#### 現役選手
- 広島東洋カープ
  - 上本崇司：福山市
  - 中村奨成：廿日市市
  - 名原典彦：広島市佐伯区
- 読売ジャイアンツ
  - 岡田悠希：東広島市
  - 花田侑樹：北広島町
  - 平山功太：広島市安佐南区
- 阪神タイガース
  - 西純矢：廿日市市
  - 畠世周：呉市
- 中日ドラゴンズ
  - 中田翔：広島市中区
- 横浜DeNAベイスターズ
  - 石田健大：広島市南区
  - 田内真翔：福山市
  - 森原康平：福山市
- 東京ヤクルトスワローズ
  - 石原勇輝：呉市
  - 田口麗斗：広島市佐伯区
- 福岡ソフトバンクホークス
  - 柳田悠岐：広島市安佐南区
  - 有原航平：広島市佐伯区
- 北海道日本ハムファイターズ
  - 堀瑞輝：呉市
  - 梅林優貴：広島市安佐北区
- オリックス・バファローズ
  - 寺本聖一：広島市
  - 山岡泰輔：広島市安芸区
- 千葉ロッテマリーンズ
  - 坂本光士郎：三次市
- 東北楽天ゴールデンイーグルス
  - 宮森智志：呉市
  - 宗山塁：三次市
- 埼玉西武ライオンズ
  - 渡部聖弥：府中市
- 新潟アルビレックス・ベースボール・クラブ
  - 薮田和樹：広島市東区
- アマチュア野球
  - 畝章真（日鉄ステンレス）：広島市安佐北区

#### 監督・コーチ
- 新井貴浩（広島東洋カープ一軍監督）：広島市中区
- 新井良太（広島東洋カープ二軍打撃コーチ）：広島市佐伯区
- 上本博紀（阪神タイガース二軍野手コーチ）：福山市
- 畝龍実（広島東洋カープ三軍統括コーチ）：安芸郡坂町
- 江草仁貴（阪神タイガース二軍投手コーチ）：福山市
- 江村直也（千葉ロッテマリーンズ二軍バッテリーコーチ）：福山市
- 海田智行（姫路イーグレッターズ監督）：三原市
- 小林宏（オリックス・バファローズ二軍投手コーチ）：廿日市市
- 小林幹英（広島東洋カープ三軍投手育成強化コーチ）：広島市
- 梵英心（オリックス・バファローズ内野守備・走塁コーチ）：三次市
- 高津臣吾（東京ヤクルトスワローズ一軍監督）：広島市南区
- 二岡智宏（読売ジャイアンツ一軍ヘッド兼打撃コーチ）：三次市
- 二宮至：（星槎道都大学監督）：東広島市
- 永川勝浩（広島東洋カープ一軍投手コーチ）：三次市
- 福原忍（阪神タイガース二軍投手コーチ）：三次市
- 藤井康雄（アスミビルダーズコーチ）：福山市
- 山川周一（福岡ソフトバンク二軍コンディショニングコーチ）：竹原市吉名町

#### 元選手・関係者
- 石本秀一（大阪タイガース、広島カープ(初代)他、計6球団監督 "広島野球"の創始）：広島市 野球殿堂
- 新田恭一（松竹ロビンス監督、読売ジャイアンツ、近鉄バファローズコーチ、"新田理論"）：広島市
- 銭村健一郎（日系人野球の父）
- 浜崎真二（阪急ブレーブス、高橋・トンボユニオンズ、読売ジャイアンツ、国鉄スワローズ "球界彦左"）：呉市 野球殿堂
- 田部武雄（大日本野球倶楽部(東京巨人軍)創立時の主将・1番打者、のち大連実業他、沖縄で戦死）：広島市 野球殿堂
- ジミー堀尾（大日本野球倶楽部、阪急軍、大阪、外国人選手(外国籍選手)第1号）：広島市（出生地はハワイ州）
- 加藤喜作（南海軍・近畿日本軍選手・監督、星野組、八幡製鐵他監督）：広島市
- 小泉吾郎（女子プロ野球創設者）：広島市（出生地は東京市）
- 小川年安（大阪タイガース創立年の3番打者、.342を放つも同年暮れ召集され中国で戦死）
- 平桝敏男（大阪タイガース創設期の1番打者）：広島市
- 岩本義行（アマチュア・東京倶楽部、南海軍、アマチュア、全広島、別府植良組他、大陽ロビンス、東映フライヤーズ "神主打法"）：三次市 野球殿堂
- 灰山元治（ライオン軍・朝日軍）：佐伯郡廿日市町
- 倉本信護（阪急創立時の捕手、名古屋軍、名古屋金鯱軍、東京カッブス、国民リーグ(グリーンバーグ・結城ブレーブス)）
- 濃人渉（名古屋金鯱軍、国民リーグ（結城）、金星スターズ、中日ドラゴンズ、東京・ロッテオリオンズ）：広島市
- 鶴岡一人（南海軍・グレートリング・南海ホークス "大親分"）：呉市 野球殿堂
- 藤村富美男（大阪タイガース "ミスタータイガース"）：呉市 野球殿堂
- 田部輝男（東京カッブス、国民リーグ(結城)、西日本パイレーツ・西鉄ライオンズ創立年の4番打者）：広島市
- 岡田宗芳（大阪タイガース創設期の遊撃手、実働5年で召集されニューギニア戦線で戦死）
- 門前眞佐人（大阪タイガース契約第1号、国民リーグ(結城、大塚アスレチックス)、金星、大洋ホエールズ、広島）：三次市
- 白石勝巳（東京巨人軍、パシフィック後、初の市民球団、広島カープ創設に参画 "逆シングル"）：広島市 野球殿堂
- 塚本博睦（大阪、阪急、東映、西日本、西鉄、広島）：呉市
- 田川豊（近畿日本（南海）、大陽、大洋、近鉄パールス、大映スターズ他、審判として有名）：呉市
- 河内卓司（毎日オリオンズ(ミサイル打線)の1番打者としてパ・リーグ初代王者、及び日本シリーズ制覇に貢献、のち高橋）：広島市
- 柚木進（南海黄金時代、杉浦忠入団前のエース）：呉市
- 藤村隆男（大阪、パシフィック、大陽、広島）：呉市
- 松田耕平（元広島東洋カープオーナー）：広島市 野球殿堂
- 土屋雅敬（五郎）（国鉄スワローズ創立時の一番打者）：広島市
- 木庭教（広島、大洋、オリックス、スカウトの神様、日本で初めてスピードガンを使用）：広島市
- 箱田淳（弘志）（国鉄スワローズ草創期の主軸打者、"元祖二刀流"）：福山市
- 広岡達朗[9]（読売ジャイアンツ、広島東洋、ヤクルト、西武、千葉ロッテ）：呉市 野球殿堂
- 小畑正治（南海ホークス）：呉市
- 長谷川繁雄（南海400フィート打線の5番打者、中日、近鉄）： 竹原市
- 白崎泰夫（南海・福岡ダイエーホークス）：竹原市
- 備前喜夫（旧姓・大田垣）（広島カープ低迷期長谷川良平と二枚看板）：尾道市
- 藤井弘（広島）：福山市
- 広瀬叔功（南海・福岡ダイエーホークス）：廿日市市 野球殿堂
- 根来広光（国鉄、阪急、ロッテ、オリックス、金田正一の女房役名捕手）：広島市
- 山本文男（広島、元セントラル・リーグ審判部長、審判総務）：広島市
- 麻生実男（大洋ホエールズV1戦士"元祖・代打専門選手"）：福山市
- 山本一義（広島、近鉄バファローズ、ロッテ、南海）：広島市
- 張本勲（東映・日拓ホームフライヤーズ、読売ジャイアンツ、ロッテオリオンズ"安打製造機"）：広島市 野球殿堂
- 福富邦夫（サンケイアトムズ・ヤクルトスワローズの主軸打者）：広島市
- 国貞泰汎（南海、広島、太平洋クラブライオンズ）：呉市
- 大下剛史（東映フライヤーズ・日拓ホーム・日本ハムファイターズ、広島）：海田町
- 高橋一三（V9巨人左のエース、日本ハム）：府中市
- 山本浩二（広島 "ミスター赤ヘル" 広島県県民栄誉賞）：広島市（旧・佐伯郡五日市町） 野球殿堂
- 小川邦和（巨人、広島、米3A、メキシカンリーグ、韓国三星ライオンズ、ロッテ）：福山市
- 三村敏之（広島）：海田町
- 伊原春樹（西鉄・太平洋クラブ・クラウンライター・西武ライオンズ、巨人、阪神、オリックス・ブルーウェーブ、巨人）：府中市（旧・甲奴郡上下町）
- 浅野啓司（サンケイアトムズ・アトムズ・ヤクルトアトムズ・ヤクルトスワローズ、巨人、日本ハム）：福山市
- 山本和行（阪神、広島）：広島市
- 村田兆治（東京・ロッテオリオンズ、福岡ダイエー、"マサカリ投法"）：三原市 野球殿堂
- 松田元（現広島東洋カープオーナー）：広島市
- 簑田浩二（阪急黄金時代の2番打者、巨人）：廿日市市
- 佐伯和司（広島、日本ハム）：広島市（出身は山口県）
- 達川光男（広島、ダイエー、阪神、中日）：広島市東区
- 小林誠二（広島、西武）：庄原市（旧・比婆郡高野町）
- 山崎隆造（広島）：広島市中区
- 小早川毅彦（広島、ヤクルト）：広島市安芸区
- 佐々木修（近鉄）呉市
- 西村龍次（野村ヤクルト、王ダイエーの主戦投手）：呉市
- 野村弘樹（横浜ベイスターズ、87年PL学園春夏連覇時のエース）：広島市南区
- 山内泰幸（広島）：東広島市
- 金本知憲（広島、阪神、阪神一軍監督）：広島市南区
- 谷繁元信（横浜大洋、中日、中日一軍監督）：庄原市 野球殿堂
- 礒部公一（近鉄、楽天、楽天コーチ）：東広島市
- 篠原貴行（ダイエー・ソフトバンク、横浜DeNA、横浜DeNAコーチ）：広島市
- 柳瀬明宏（ソフトバンク、阪神）：廿日市市
- 西村健太朗（巨人）：安芸郡府中町
- 大田泰示（巨人、日本ハム、横浜）：福山市

#### 女子プロ野球
- 坂東瑞紀

#### アマチュア野球指導者・関係者
- 市野紀生（元東京ガス社長・現会長、現日本野球連盟会長）：呉市
- 稲垣人司（元創価高校、桐光学園、花咲徳栄高校監督）： 三次市
- 内田俊雄（亜細亜大学野球部監督として26年間指導、東都大学野球連盟のレベルアップに著しい貢献、現拓殖大学野球部監督）：広島市
- 應武篤良（前早稲田大学野球部監督、元新日鐵君津監督、松中信彦ら多くの名選手を輩出）：広島市
- 大田垣耕造（2000年シドニーオリンピック日本代表監督、元東芝野球部監督）：尾道市
- 金光興二（前法政大学野球部監督、高校・大学・社会人と全て日本一）：広島市
- 川本幸生（元広島商業野球部総監督）：広島市
- 桑原秀範（元広島商業、堀越高校、穎明館高校監督）：安佐郡川内村
- 後藤寿彦（元日本代表監督、元慶應義塾大学野球部他監督）：三原市（出身は岐阜県）
- 坂原秀尚（現下関国際高等学校監督）：広島市
- 迫田穆成（現如水館高校監督、元広島商業監督）：広島市
- 後原富（元瀬戸内高校監督、現中国ナショナルチーム総監督）：安芸郡海田町
- 武田孟（元明大総長、日米大学野球の創設他、学生野球の発展に尽力）：広島市 野球殿堂
- 佃正樹（元広島商業投手）：佐伯郡宮島町
- 永井浩二（オイスカ浜松国際高校野球部監督、元常葉大学浜松キャンパス野球部監督）
- 中井哲之（広陵高校野球部監督）：廿日市市
- 丸子達也（元JR東日本選手）：呉市
- 三原新二郎（元広島山陽高校、広陵高校、福井高校、京都外大西高校監督）：広島市
- 本川貢（近畿大学野球部監督として史上唯一のアマ五冠他、黄金期築く）：東広島市
- 八十川胖（元明治大学野球部監督、八十川ボーク事件）

### サッカー

#### 現役選手・監督
- Jリーグ
  - アスルクラロ沼津
    - 渡邉志門

  - 浦和レッズ
    - 槙野智章：広島市

  - FC東京
    - 森重真人：広島市
    - 永井謙佑：福山市

  - FC町田ゼルビア
    - 内藤圭佑：広島市

  - サンフレッチェ広島
    - 野津田岳人：広島市
    - 増田卓也：広島市
    - 茶島雄介：広島市
    - 川辺駿：広島市
    - 川村拓夢：広島市 愛媛FCへレンタル中
    - 山﨑大地
    - 井林章：東広島市

  - 大分トリニータ
    - 渡大生：広島市

  - モンテディオ山形
    - 石崎信弘監督：広島市
    - 瀬川和樹：三次市

  - 福島ユナイテッドFC
    - 田坂和昭監督：広島市

  - 栃木SC
    - 菅和範：竹原市
    - 岡崎建哉：福山市
    - 浜下瑛
    - 大谷尚輝：安芸郡府中町

  - 川崎フロンターレ
    - 田坂祐介：広島市

  - 京都サンガF.C.
    - 森脇良太：福山市

  - 横浜FC
    - 西河翔吾：広島市

  - カターレ富山
    - 代健司：広島市

  - ツエーゲン金沢
    - 原田直樹：廿日市市

  - ヴァンフォーレ甲府
    - 柴村直弥：広島市

  - FC岐阜
    - 風間宏矢：安芸郡府中町
    - 田森大己：庄原市

  - 名古屋グランパス
    - 宮原和也：広島市

  - ヴィッセル神戸
    - ハーフナー・マイク：広島市

  - ファジアーノ岡山
    - 三村真：広島市
    - 千布一輝：福山市

  - レノファ山口FC
    - 猿澤真治

  - カマタマーレ讃岐
    - 森保翔平：広島市
    - 澤田健太

  - ギラヴァンツ北九州
    - 風間宏希：安芸郡府中町

  - サガン鳥栖
    - 岡本知剛：尾道市

  - ロアッソ熊本
    - 平繁龍一：東広島市（旧賀茂郡黒瀬町）
    - 中山雄登：広島市
    - 竹本雄飛：廿日市市
- JFL
  - ファジアーノ岡山ネクスト
    - 千布一輝
- なでしこリーグ

省略
- Fリーグ

省略
- 海外（2014年7月現在）
  - アジア
    - 猿田浩得（シンタールアFC）：広島市

#### 日本代表(国際Aマッチ出場)選手
太字は日本サッカー殿堂、[]内はA代表出場期間
- 深山静夫 [1923]（慶應義塾体育会ソッカー部創設者、野津謙と共に大日本蹴球協会の創立に参画、元鯉城蹴球団）
- 清水直右衛門 [1923]（元鯉城蹴球団）、国際Aマッチにおける日本代表2番目の得点者
- 香川幸 [1925]（元鯉城蹴球団、京都大学蹴球部創設に参加）
- 野沢正雄 [1930]（野沢晃の兄、元東京帝国大学ア式蹴球部）
- 手島志郎 [1930]（「全日本の初代ストライカー」、元東京帝国大学ア式蹴球部）：台湾生まれ、広島育ち
- 野沢晁 [1934]（野沢正雄の弟、元早稲田大学ア式蹴球部）
- 末岡圀孝 [1940]（元早稲田大学ア式蹴球部）
- 渡部英麿 [1954]（広島似島中学教師兼神主時代に全日本招集、永大産業サッカー部に協力）：広島市
- 長沼健 [1954-1961]（メキシコ五輪銅メダル監督、元日本サッカー協会会長）：広島市
- 木村現 [1954-1955]（「アジアの黒豹」、広島高等師範附属中学時代は長沼健・樽谷恵三と活躍）：広島市
- 重松良典 [1958]（元日本蹴球協会総務主事、広島東洋カープ球団代表、ベルマーレ平塚(現・湘南ベルマーレ)社長）：広島市
- 福原黎三 [1955]（60年代広島のサッカー界の大黒柱的存在、広島サッカーの発展に大きな尽力）：東広島市
- 下村幸男 [1955]（日本リーグ不滅の四連覇・東洋工業(現・サンフレッチェ広島)の名将、元日本代表監督）：広島市
- 田中雍和 [1955]（元東洋工業）
- 大橋謙三 [1958]（元東洋工業監督、ユース日本代表監督）
- 渡辺正 [1958-1969]（メキシコ五輪銅メダル、八幡製鉄、元日本代表監督）：広島市
- 佐伯博司 [1959-1961]（元八幡製鉄）
- 石井義信 [1962]（元東洋工業選手、フジタ工業(現・湘南)選手・監督、元日本代表監督）：福山市
- 宮本輝紀 [1961-1971]（メキシコ五輪銅メダル、日本初の司令塔、元八幡製鉄）：広島市
- 川西武彦 [1959-1962]（元東洋工業）
- 今西和男 [1966]（元東洋工業選手・マツダSC監督・広島GM、FC岐阜社長兼GM、元祖ゼネラルマネージャー）：広島市
- 桑田隆幸 [1961-1962]（元東洋工業、日本リーグ初代アシスト王）：広島市
- 上久雄 [1964-1968]（元八幡製鉄）
- 桑原楽之 [1966-1970]（メキシコ五輪銅メダル、元東洋工業）：広島市
- 船本幸路 [1967-1975]（元東洋工業）：広島市
- 小城得達 [1963-1976]（メキシコ五輪銅メダル、元東洋工業、元東洋工業監督）：広島市
- 森孝慈 [1966-1976]（メキシコ五輪銅メダル、元三菱重工選手、浦和レッドダイヤモンズ創設、元日本代表監督）：福山生まれ、広島市育ち
- 泉政伸 [1965]（元トヨタ自動車(現・名古屋グランパスエイト)選手・監督）
- 国枝強 [1970]（元東洋工業）
- 河野和久 [1974]（元日立製作所(現・柏レイソル)）
- 荒井公三 [1970-1977]（元古河電工(現・ジェフユナイテッド市原・千葉)）：佐伯郡能美町
- 崎谷誠一 [1970-1973]（元八幡製鉄）
- 古田篤良 [1971-1978]（元東洋工業）：広島市
- 河内勝幸 [1979]（元東洋工業）
- 金田喜稔 [1977-1984]（元日産(現・横浜F・マリノス)）：安芸郡府中町
- 木村和司 [1979-1986]（元日産、国産プロ第1号、前横浜FM監督）：広島市
- 沖宗敏彦 [1981]（元・富士通サッカー部(現・川崎フロンターレ)）
- 中本邦治 [1987]（元・日本鋼管サッカー部）
- 信藤健仁 [1987-1990]（旧名・克義、元マツダ・三菱重工・フジタ/平塚、元横浜FC監督）：広島市
- 田坂和昭 [1995-1999]
- 下田崇 [1999]：広島市
- 上村健一 [2001]（元広島・C大阪・東京V・R熊本）：熊本生まれ、福山市育ち
- 森島寛晃 [1995-2002]（元C大阪、2002年W杯出場）：広島市
- 山田直輝 [2009-2010]
- 山根恵里奈 [2010-]（スーパー少女プロジェクト・JFAアカデミー福島一期生）：広島市
- 槙野智章 [2010-]
- ハーフナー・マイク [2011-]
- 森脇良太 [2011-]
- 森重真人 [2013-]
- 髙畑志帆 [2014-]

#### 元選手・関係者
太字は日本サッカー殿堂
- 平田一三（関西学院大学体育会サッカー部創設者）
- 野津謙（日本サッカー中興の祖、元日本サッカー協会会長、FIFA理事、D・クラマーを招聘、東京大学運動会ア式蹴球部創設）：広島市
- 田中敬孝 ：広島市
- 山崎芳樹（東洋工業サッカー部(現・サンフレッチェ広島)創設者・初代監督、実業家、マツダ5代目社長）：広島市
- 岡野良定（三菱重工業サッカー部(現浦和レッズ)創設者・初代監督、元三菱自動車工業会長）：広島市
- 小畑実（元東洋監督、総監督として日本サッカーリーグ不滅の四連覇）
- 藤田正明（藤和不動産サッカー部(現・湘南ベルマーレ)創設者、元藤和不動産(現・三菱地所レジデンス)社長、元参議院議員、第16代参議院議長）：広島市
- 銭村健次（元東洋工業）（出生地はハワイ州）
- 寺西忠成（八幡製鉄サッカー部黄金期を築いた名将、またコーチとして東福岡高の高校三冠をもたらす）：広島市
- 中条一雄（元朝日新聞記者、日本のサッカージャーナリスト草分け）：広島市
- 古川能章（ヤンマーディーゼルサッカー部(現・セレッソ大阪)創設者・初代監督）：広島市
- 森健兒（Jリーグ(日本プロサッカーリーグ)創設、森孝慈の兄）： 福山市生まれ、広島市育ち
- 大島治男（元東洋工業）
- 鬼武健二（ヤンマー(現・C大阪)監督として日本リーグ・天皇杯を各3度制覇、JSL最多勝監督、前Jリーグチェアマン）：広島市
- 野村六彦（日本リーグ初代得点王、元日立製作所本社サッカー部）：広島市
- 丹羽洋介（日本リーグ四連覇・東洋工業の中心選手）：広島市
- 岡光龍三（日本リーグ四連覇・東洋工業の中心選手）：広島市
- 中村勤（元藤和、元フジタ工業監督、現府中町議会議員）
- 大久保賢（元名古屋相互銀行サッカー部選手、永大産業サッカー部初代監督）：広島市
- 水口洋次（松下電器産業サッカー部(現・ガンバ大阪)創設者・初代監督、元ヤンマー）：広島市
- 高田豊治（元東洋工業、Jヴィレッジ副社長）：広島市
- 小滝強（元東洋工業）：広島市
- 小原秀男（元東洋工業、マルヤス工業サッカー部監督）：広島市
- 平田生雄（元永大産業、セルジオ越後とともにさわやかサッカー教室として全国で指導）：広島市
- 野地照樹（高知大学サッカー部監督）：広島市
- 小滝春男（元東洋工業）：広島市
- 小滝勇一（元フジタ工業）：広島市
- 楚輪博（元ヤンマー、元C大阪・鳥栖・富山監督）：広島市
- 宗政潤一郎（元東洋工業、広島県サッカー協会会長）：広島市
- 沖野隆幸（元ヤマハ発動機サッカー部(現・ジュビロ磐田)の中心選手）
- 平田竹男（元日本サッカー協会専務理事(ジェネラルセクレタリー)、元通産官僚、現早稲田大学教授）：広島市
- 猿沢茂（元マツダの中心選手）：安芸郡府中町
- 大井成元（元・八幡製鉄監督）：大竹市
- 松村和彦（JFA一級審判、国際審判）
- 山西博文（元マツダ、JFA一級審判）：広島市
- 畑喜美夫（広島観音高校サッカー部監督として2006年高校総体優勝）：広島市
- 佐藤康之（元マツダ/S広島/大分、94年のS広島優勝に貢献）：広島市
- 野村雅之（岡山作陽高校サッカー部監督として第85回全国高等選手権準優勝）：広島市（出生地は東京都）
- 吉田安孝（元田辺製薬/広島、広島でおなじみの解説者）：広島市
- 岡中勇人（松下電器/G大阪、大分トリニータ、元日本文理大学サッカー部監督）（出生地は兵庫県）
- 平沢政輝（高校選手権のヒーロー、JSL2部・トヨタ自動車）：広島市（出生地は東京都）
- 棚田伸（元日立/柏レイソルの中心選手）：広島市
- 後藤太郎（元名古屋グランパスエイト他、現・徳山大学サッカー部監督）
- 家本政明（JFAプロフェッショナルレフェリー）：福山市
- 前田拓哉（JFA一級審判）： 比婆郡東城町
- 樋渡群（JFAアカデミー福島U-18女子監督、サッカー日本代表

ヴァイッド・ハリルホジッチ監督の専属通訳）：広島市

### ラグビー
- 梅本勝（ラグビー指導者、倉敷高校ラグビー部監督）:尾道市
- 木村敏隆（元ワールドの選手）
- 金川禎臣（宗像サニックスブルースの選手）
- 山藤史也（リコーブラックラムズの選手）
- 森山裕樹（釜石シーウェイブスの選手）
- 鹿田翔平（クボタスピアーズの選手）
- 村上玲央（日野レッドドルフィンズの選手）
- 新本亘（宗像サニックスブルースの選手）
- 長谷川勇基（車いすラグビー選手、車いすラグビー日本代表選手）
- 苫谷直樹（日野レッドドルフィンズの選手）
- 占部航典（キヤノンイーグルスの選手）
- 藤近紘二郎（キヤノンイーグルスの選手）
- 眞壁貴男（リコーブラックラムズの選手）
- 眞壁照男（東芝ブレイブルーパスの選手）
- 大内真（東芝ブレイブルーパスの選手）
- 永井彩乃（女子ラグビー・YOKOHAMA TKMの選手）
- 川村雅未（女子ラグビー）

### 力士
- 緋縅力弥 (1772年生)（江戸中期の大関）：安芸国川戸村
- 要石勝右衛門（江戸中期の小結）：安芸国沼田村
- 鞆ノ平武右衛門（江戸後期の関脇）：備後国後路村
- 安芸ノ海節男（第37代横綱、双葉山70連勝を阻む）： 広島市
- 備州山大八郎（関脇）：沼隈郡松永下町
- 安芸乃島勝巳（関脇、現・高田川親方）：豊田郡安芸津町（現東広島市）

### 陸上競技
- 沖田芳夫（戦前の「投てき王」）：広島市
- 織田幹雄（日本人初の五輪金メダリスト）、広島県民栄誉賞）：安芸郡海田町
- 朝隈善郎（走高跳ベルリンオリンピック出場、元日本陸連強化委員長、副会長）：府中市
- 高橋進（長距離選手、元日本陸連強化部長、終身コーチ、君原健二などを育てた名指導者）：佐伯郡廿日市町
- 山内リエ（戦前、戦後に活躍した名ジャンパー）：呉市
- 小掛照二（三段跳、元日本陸連強化本部長、副会長、日本オリンピック委員会(JOC)元副会長）：府中市（旧・甲奴郡上下町）
- 田中茂樹（第55回ボストンマラソン優勝（1951年））：比婆郡敷信村
- 采谷義秋（第73回ボストンマラソン優勝（1973年））：呉市
- 石田義久（ハンマー投、メキシコ・1972年ミュンヘンオリンピック日本代表）：三原市
- 坂井義則（1964年東京オリンピック開会式聖火リレー最終ランナー）：三次市
- 新宅雅也（永灯至）（元ヱスビー食品のランナー、福岡国際優勝（1985年）、ロス五輪、ソウル五輪他出場）：三原市
- 友永義治（1972年ミュンヘンオリンピック400m出場、日本実業団陸上競技連合理事長）：庄原市
- 川崎清貴（円盤投日本記録保持者）：呉市
- 坂口泰（中国電力陸上競技部監督、日本陸連男子マラソン部長、油谷繁、尾方剛、佐藤敦之らトップランナーを育てた名将）：世羅郡甲山町
- 原晋（青山学院大学陸上部監督）：三原市
- 清水康次（第16回東京国際マラソン優勝（1997年））：広島市
- 服部孝宏（第16回東京国際マラソン準優勝（1997年）、第6回世界陸上アテネ大会日本代表（1997年））：世羅郡世羅町（旧 世羅西町）
- 為末大（400mハードル、ヘルシンキ世界陸上銅メダル）：広島市
- 尾方剛（中国電力陸上競技部、広島経済大学陸上競技部監督、ヘルシンキ世界陸上銅メダル、福岡国際マラソン優勝（2004年））：安芸郡熊野町
- 徳本一善（元日清食品陸上部、現駿河台大学監督）：広島市
- 渡邊裕子（エディオン陸上部）：賀茂郡黒瀬町
- 木村文子（エディオン陸上部、障害走、ロンドンオリンピック日本代表）：広島市
- 鎧坂哲哉（旭化成陸上部）：広島市
- 山縣亮太（慶應義塾大学、短距離走、ロンドンオリンピック日本代表）：広島市
- 佐藤友佳（ニコニコのり、やり投げ）

### 体操・新体操
- 池田敬子（日本女子体操初の五輪メダリスト、女子唯一の国際体操殿堂、女子スポーツパイオニア）：三原市佐木島
- 相原俊子（同、1964年東京オリンピック体操女子団体銅メダル）：三原市
- 藤本俊（1976年モントリオールオリンピック男子体操団体金メダル）
- 平田倫敏（ロサンゼルス五輪男子団体銅メダル）：尾道市
- 上田容子（元新体操選手、NHK『ラジオ体操』初の女性指導者）

### 水泳
- 河石達吾（ロサンゼルス五輪（1932年）100m自由形銀メダル）：佐伯郡大柿村
- 大横田勉（ロサンゼルス五輪（1932年）400m自由形銅メダル）
- 河津憲太郎（ロサンゼルス五輪（1932年）100m背泳ぎ銅メダル）：広島市
- 藤田明（ロサンゼルス五輪（1932年）水球日本代表主将、元日本水泳連盟会長）
- 田口信教（ミュンヘン五輪100m平泳ぎ金メダル）（出生地は愛媛県、12歳で尾道へ転居）
- 石森昌治（日本水泳連盟競泳委員・強化コーチ）
- 金藤理絵（2016年リオデジャネイロオリンピック女子200m平泳ぎ金メダル）：庄原市

### 柔道
- 中谷雄英（日本初の柔道五輪メダリスト(1964年東京五輪金メダル)）：広島市
- 川口孝夫（ミュンヘン五輪金メダル）：広島市
- 南喜陽（1973年、1975年世界柔道選手権二連覇、全日本柔道連盟強化委員会副委員長）：豊田郡安芸津町
- 森脇保彦（1981年世界柔道選手権金メダル、国士舘大学女子柔道部監督）：山県郡加計町
- 平岡拓晃（ロンドン五輪、男子60キロ級銀メダル）：広島市
- 西山大希 ：東広島市
- 木戸慎二：広島市

### 剣道
- 羽賀準一（居合、昭和剣道史の鬼才、一剣会羽賀道場創始）：比婆郡東城町

### レスリング
- 八田一朗（日本アマチュアレスリングの創始者、「八田イズム」と言われたスパルタ指導で王国を築く）：安芸郡江田島町
- 内藤克俊（第8回パリ五輪（1924年）で、レスリング日本人初のメダル・銅）：広島市
- 渡辺晶一郎（拓殖大学レスリング部創設者（1938年））：高田郡向原町

### バレーボール
- 多田徳雄（草創期の日本バレーボール開拓者の一人、バレーボール全日本初代監督）：広島市
- 高橋哲雄（元日本バレーボール協会副会長、黒鷲旗全日本バレーボール大会創設）：広島市
- 長崎重芳（球神・重砲と呼ばれた猛スパイカー、戦前最高の選手の一人、昭和30年代の全日本男子監督）：広島市
- 前田豊（バレーボール全日本女子初代監督、全日本男子監督、元日本バレーボール協会理事長、国際バレーボール連盟(FIVB)副会長、日本文化出版創業(月刊バレーボール)、春高バレー創設、日本のバレーボール育ての親）：佐伯郡廿日市町
- 井原文之（富士フイルム五連覇時の監督(83-84年〜87-88年)）：広島市
- 森山輝久（1964年東京五輪銅の全日本、エースアタッカー、元松下電器の中心選手）：広島市
- 藤本佑子（東京五輪金の全日本女子、東洋の魔女）：呉市
- 猫田勝敏（不世出のセッター、1964年東京五輪銅、メキシコ五輪銀、ミュンヘン五輪金メダルの原動力）：安佐郡安古市町
- 岡野昌弘（元富士フイルム主将、サントリー・サンバーズ創設に参画、選手兼任監督、現Vリーグ実行委員長）：呉市
- 米田一典（ロサンゼルス五輪銅メダルの全日本女子監督）：広島市
- 西本哲雄（ミュンヘン五輪金メダル、モントリオール五輪4位の全日本）：広島市
- 桑田美仁（元サントリー選手監督として2000年、2001年Vリーグ連覇）：府中市
- 寺廻太（元全日本男子監督、NECブルーロケッツ監督としてVリーグ3度、全日本選手権を4度制覇、現PFUブルーキャッツ監督）：安芸郡坂町
- 本多洋（元JTサンダーズ選手。現崇徳高等学校バレーボール部監督。）：広島市安佐南区安
- 井上謙（元全日本、日本鋼管のサウスポーエース）：広島市
- 津雲博子（元全日本、JTマーヴェラス、NECレッドロケッツ）：広島市
- 田辺修（東レアローズ）：広島市
- 内田役子（元日立リヴァーレ）：佐伯郡佐伯町
- 向井久子（元全日本、東レアローズ）：佐伯郡宮島町
- 増野彰（元全日本、堺ブレイザーズ）：広島市
- 直弘龍治（JTサンダーズ）：広島市
- 栗原恵（日立リヴァーレ、アテネオリンピック全日本、メグ）：江田島市
- 竹田沙希（トヨタ車体クインシーズ）：呉市
- 井上航 (JTサンダーズ)：

### バスケットボール
- 一乗アキ（1996年アトランタオリンピック日本代表、元シャンソン化粧品所属）
- 小川和美（羽田ヴィッキーズ所属）
- 松本克也（元新潟アルビレックスBB、ナカシマプロペラ）
- 仲摩純平 - プロバスケットボール選手（bjリーグ・東京アパッチ所属）：呉市
- 浦伸嘉（広島ドラゴンフライズ社長） ：広島市
- 冨岡大地

### ハンドボール
- 市原則之（元日本代表、ロサンゼルス五輪男子監督、日本ハンドボール協会副会長、日本オリンピック委員会（JOC）専務理事）： 佐伯郡沖美町
- 清水博之（ハンドボール全日本男子代表監督、大同特殊鋼総監督）：呉市
- 青戸あかね（日本女子代表、林五卿らと広島メイプルレッズ（旧イズミ）黄金期築く、女子リーグ得点559点は歴代4位）：広島市

### アメリカンフットボール
- 有馬隼人（Xリーグ/アサヒビール・シルバースター元TBSアナウンサー）：福山市

### ホッケー
- 木原征治（1960年ローマ五輪、1964年東京五輪日本代表、元男子代表監督、日本ホッケー協会専務理事）：広島市

### テニス
- 遠藤愛（ユニバーシアード（1991年）、日本女子史上唯一のシングルス金メダル、バルセロナ五輪日本代表）：福山市

### バドミントン
- 湯木博恵（4度の世界一、日本人唯一の国際殿堂入り選手、新沼謙治夫人）：安芸郡

### 卓球
- 楢原静（世界卓球選手権、日本人初優勝、1952年(第19回ボンベイ大会)）：三原市
- 別所キミヱ（パラ卓球選手）：安芸太田町
- 村上恭和（女子日本代表監督）：尾道市

### セパタクロー
- 寺本進（日本代表のエース、日本人唯一のプロ選手(タイリーグ)）：広島市
- 高野征也（日本代表のエース・主将）：広島市

### アーチェリー
- 菊地栄樹（ロンドンオリンピック日本代表） ：安芸郡府中町

### 自転車競技
- 今中大介（元ロードレース選手、インターマックス代表） 広島市
- 岡崎和也（チームNIPPOコーポレーション所属、2006年ドーハアジア競技大会自転車競技日本代表）：広島市
- 唐見実世子（アテネオリンピック日本代表プロロードレーサー〔伊・safi pasta zara〕所属、ドーハアジア競技大会自転車競技日本代表・優勝）：広島市
- 西谷泰治（愛三工業所属、ドーハアジア競技大会自転車競技日本代表）：安芸郡坂町
- 三輪郁佳（女子BMX選手、2010年アジア大会2位）：東広島市

#### 競輪選手
- 金山栄治（1995年新人王）
- 木村一利（1979年新人王）
- 工正信（1989年の幻のKEIRINグランプリ出場予定選手）
- 竹内翼（元 ファジアーノ岡山選手）：広島市安佐南区
- 戸田みよ子
- 西岡拓朗（BMXレース2004年日本チャンピオン）：広島市佐伯区
- 西野忠臣（元プロ野球（読売巨人軍）選手）
- 古田泰久（全国都道府県選抜競輪4回優勝、史上2人目の1000勝達成、古田泰久記念杯）：芦品郡新市町
- 前反祐一郎（日本競輪学校第81期卒業記念レース優勝者）：広島市
- 松浦悠士（2023年競輪賞金王）：広島市

### 射撃
- 藤井優（2000年シドニーオリンピック、アテネオリンピックナショナルチーム(全日本)監督）広島市
- 中重勝（アトランタ・シドニー・アテネオリンピック日本代表、広島県警）：三次市

### フィギュアスケート
- 無良隆志（ユニバーシアード冬季大会(ソフィア)金メダル）： 広島市（出生地は鳥取県）
- 小川れい子（日本スケート連盟フィギュア強化副部長）：呉市
- 町田樹 ：広島市（出生地は神奈川県）

### ボブスレー
- 大石博暁（1998年長野オリンピック、2002年ソルトレークシティオリンピックボブスレー代表選手）：広島市

### ボクシング
- 金平正紀（金平(協栄ジム)創立者・元会長、具志堅用高ら9人の世界チャンピオンを育成）：広島市
- 坂本孝雄（元日本ウェルター級チャンピオン）：呉市
- 竹原慎二（元WBA世界ミドル級チャンピオン、：安芸郡府中町
- 西島洋介（出生地は東京都、小学校は広島市）
- 坂田健史（元WBA世界フライ級チャンピオン、金平正紀最後の弟子）：安芸郡府中町
- 柳川荒士（白井・具志堅ボクシングジム）：広島市
- 辻昌建（帝拳ボクシングジム）：広島市
- 稲田千賢（帝拳プロモーション） : 三次市
- 増田陸（帝拳ボクシングジム）：広島市
- 下田昭文（前WBA世界スーパーバンタム級チャンピオン）：呉市
- 中広大悟（広島三栄）（2006年5月1日、広島のジムから初の世界戦挑戦）：三次市
- 上林巨人（竹原&畑山）：江田島市
- 丸亀光（竹原&畑山）：安芸郡府中町
- 川崎真琴（RK蒲田）：尾道市
- 池間亮弥（WBC世界ライトフライ級ユースチャンピオン）:広島市

### プロレスラー
- 獣神サンダー・ライガー：広島市
- 吉田万里子：尾道市（旧・御調郡向島町）
- キャンディー奥津：広島市
- 橋誠：福山市
- 藤井軍鶏侍：福山市
- 長瀬館長：広島市
- 男色ディーノ：尾道市
- 宮本裕向：廿日市市
- 世羅りさ：世羅町
- 小波 : 福山市（スターダム所属）
- 島田裕二（レフェリー）：福山市

### 格闘技
- 芦原英幸（空手家、芦原会館創始）：呉市
- 大前力也（空手家、新空手、Krush）：尾道市
- 小田勝幸（空手家）：三原市
- 佐々木信治（総合格闘技）：福山市
- 島本雄二（空手家）：呉市
- 田原敬三（空手家）：広島市
- 中村和裕（総合格闘技、吉田道場）：福山市
- 山本優弥（空手家、青春塾 K-1）：尾道市

### ゴルフ
- 天野勝：広島市
- 今田竜二：三原市
- 岡本綾子（世界ゴルフ殿堂、広島県県民栄誉賞）：東広島市（旧豊田郡安芸津町）
- 小川陽子：福山市
- 表純子：広島市
- 金谷拓実
- 兼本貴司：因島市
- 河井博大：広島市
- 倉本昌弘（日本ゴルフツアー機構(JGTO)設立者・理事、日本プロゴルフ協会(PGA)副会長）：広島市
- 佐伯三貴：東広島市（旧賀茂郡西条町）
- 田中秀道：広島市
- 田辺ひかり：福山市
- 谷原秀人：尾道市
- 田村尚之：廿日市市
- 藤井かすみ：出身は山口県、広島安田女子高卒
- 宮瀬博文：広島市

### レーシングドライバー
- 高橋徹（夭折した伝説のF2ドライバー）：東広島市
- 谷口信輝（ドリフト界随一のイケメンレーサー）：広島市
- 細谷四方洋（トヨタワークスチーム開発ドライバー）：尾道市
- 平川亮：呉市

### 競馬
- 中島啓之（中央競馬元騎手、通算729勝(歴代7位)）：高田郡吉田町（現在の安芸高田市。出身地は東京都）
- 土肥幸広（中央競馬元騎手）
- 白井寿昭（中央競馬調教師）：呉市
- 竹本貴志（中央競馬元騎手）： 広島市
- 笹田和秀（中央競馬調教師）： 福山市
- 岡田祥嗣（福山競馬騎手→中央競馬騎手）：福山市
- 古賀史生（中央競馬調教師）： 呉市
- 下原理（兵庫県競馬組合）：神石高原町

### 競艇
- 西島義則：広島市（出身地は島根県）
- 市川哲也（2003年賞金王）
- 辻栄蔵（2005年賞金王）：広島市
- 海野ゆかり：広島市

### スポーツその他・関係者
- 沖正弘（日本に於けるヨーガの草分け）
- 増永静人（指圧海外普及者）：呉市
- 白石宏（「神の手」を持つ、国際スポーツトレーナーカール・ルイス、有森裕子、北島康介らサポート）：広島市
- ケビン山崎（トータルワークアウト主宰、清原・千代大海・魔裟斗らトップアスリートのパーソナルトレーナーで著名）：広島市
- 高畑好秀（メンタルトレーナー第一人者）：広島市
- 西村了（ボウリング、2003年世界ボウリング史上初の3ゲーム連続ストライク（900点））：広島市
- 稲垣正司（バトントワリング世界選手権大会11連覇）：広島市（出生地は北海道）
- 三宅綾子（アクロバットダンサー、筋肉番付シリーズ・KUNOICHI三連覇）

## 芸能人

### シンガーソングライター
- 吉田拓郎：出身は鹿児島県、9歳から広島市に居住
- 浜田省吾：竹原市
- 町支寛二：呉市
- 平山泰代（紙ふうせん、元赤い鳥）：広島市
- 大久保一久（元猫、風）：呉市
- 原田真二：広島市
- 村下孝蔵：出身は熊本県、18歳から広島市に居住
- 久保田洋司（作詞・作曲家、プロデューサー、元THE 東南西北）：尾道市
- 平岡恵子（桃乃未琴）：広島市
- 石井杏奈：広島市
- イズミカワソラ：広島市
- 戸田康平：広島市
- 東真紀：広島市
- HIPPY：広島市
- 森恵：広島市
- あんどうゆみこ：広島市

### ミュージシャン
- アベフトシ（元thee michelle gun elephant）：広島市
- 石井清登（作曲家、元柳ジョージ&レイニーウッド）：広島市
- 石田匠（Ricken's）
- 磯部正文（元HUSKING BEE）（現MARS EURYTHMICS）
- 市川勝也（元POTSHOT）：広島市
- 乾浩太郎（元BEE PUBLIC）：呉市
- 岩瀬敬吾（元19（ジューク））：賀茂郡黒瀬町
- 上野啓示（カミナリグモ）：広島市
- ウエノコウジ（Radio Caroline、元thee michelle gun elephant）：広島市
- 岡平健治（元19（ジューク）、現3B LAB.☆S）：呉市
- 奥居香（元プリンセス・プリンセス）：広島市
- 岡峰光舟（THE BACK HORN）：福山市
- 沖井礼二（元Cymbals）：広島市
- AK (柿原朱美)：福山市
- 上綱克彦（作曲家、元柳ジョージ&レイニーウッド）：広島市
- 河原真（ROCK'A'TRENCH）：尾道市
- Kiichi（Vlidge）
- 吉川晃司：安芸郡府中町
- クワダシンサク（倭製ジェロニモ&ラブゲリラエクスペリエンス）
- 国岡真由美（ICE）：福山市
- 小井出ヒサシ（THE JERRY LEE PHANTOM）
- 近藤信政（ロードオブメジャー）：広島市
- saigenji
- 斎藤誠：出身は東京都、幼少期は広島市居住
- 酒井磨（元BEE PUBLIC）：呉市
- 崎谷健次郎：福山市
- SUEMITSU & THE SUEMITH：広島市
- Sapphire Slows（音楽プロデューサー、DJ、歌手）
- sugar（Vo Vo Tau）
- セイジ（ギターウルフ）：長崎県生まれだが少年期に広島市に居住
- 世良公則（元世良公則&ツイスト）：福山市
- JUN（元Xインディーズ時）
- 高橋竜大（TOMATO CUBE）
- 田川伸治（DEEN）：広島市
- 田辺トシノ（元The Kaleidoscope）：広島市
- 谷本貴義：呉市
- Tama（元ポルノグラフィティ・白玉雅己）：因島市
- DJ KOHNO（ケツメイシ）：廿日市市
- DJ GEORGIA（CLIFF EDGE）：三原市（出生地は神奈川県）
- デーモン閣下（元聖飢魔II）：世を忍ぶ仮の小学生時代、広島市で布教活動
- 寺岡呼人（音楽プロデューサー、JUN SKY WALKER(S)）福山市
- 永野亮（APOGEE）：三原市
- 二階堂和美：大竹市
- 日浦孝則（元class）：東広島市（旧豊田郡安芸津町大芝島）
- HIDEO（KOHL）：福山市
- 平田謙吾（元一風堂）：広島市
- 藤井謙二（元MY LITTLE LOVER）：福山市
- 藤井裕（元上田正樹とサウストゥサウス）：呉市
- ホシノトシアキ（倭製ジェロニモ&ラブゲリラエクスペリエンス）：福山市
- Mas Sawada（音楽プロデューサー、元世良公則&ツイスト）：福山市
- 松田岳二（CUBISMO GRAFICO）：広島市
- 松本敏将（tobaccojuice）：大竹市
- Mana（マナ）（元MALICE MIZER）：庄原市
- 丸山茂宏（オセロケッツ）：広島市
- 村井伸吾（SANISAI）：広島市（出生地は大阪府）
- MEG：山県郡千代田町
- 元木園子 (sono) （元Cry&Feel it）：福山市
- 森友嵐士（元T-BOLAN）：府中市
- 森山昌幸（元Wyse）：広島市
- もんたよしのり（元もんた&ブラザーズ）：福山市
- 矢沢永吉（元キャロル）：広島市
- 米光美保（元東京パフォーマンスドール）：東広島市
- rei harakami（テクノアーティスト）：広島市
- カルロス菅野（パーカッショニスト、元オルケスタ・デ・ラ・ルス、現・熱帯JAZZ楽団）東京出身、高校は広島市
- 坂田明（サックス奏者、ミジンコ研究家）：呉市
- 丈青（キーボード奏者、SOIL&"PIMP"SESSIONS）：広島市
- 谷啓（クレージーキャッツ）：広島市（出生地は東京都）
- 南里文雄（トランペット奏者）：広島市（出生地は大阪府）
- 藤家虹二（クラリネット奏者）：福山市
- 松木隆裕（トランペット奏者、音楽プロデューサー、作曲・編曲家、ブラス・ロックバンドBLUFF）：広島市
- 松本英彦（サックス奏者）：府中市
- 渡辺弘（サックス奏者、渡辺弘とスターダスターズ、日本ジャズ界の草分け）：広島市

### バンド・グループ・デュオ
- ユニコーン
  - 川西幸一：呉市
  - 奥田民生：広島市
  - 手島いさむ：広島市（出生地は愛知県）
  - 堀内一史：広島市
- ポルノグラフィティ
  - 岡野昭仁：尾道市（旧因島市）
  - 新藤晴一：尾道市（旧因島市）
- Goodbye holiday
  - 児玉一真（Vocal・Guitar）
  - 福山匠（Bass）
  - 山崎晃平（Drums）
  - 大森皓（Guitar）
- 真心ブラザーズ
  - 桜井秀俊：広島市
- ザ・グルーヴァーズ
- 藤井一彦：福山市
  - 藤井ヤスチカ：福山市
- EXILE
  - HIRO：竹原市
- DA PUMP
  - YORI：三次市
- No Regret Life
  - 小田和奏（Vo&G）
- the Indigo
  - 田岡美樹
- Vanilla Mood
  - Keiko（ピアノ・ボーカル）：尾道市
- Perfume
  - 西脇綾香（あ～ちゃん）：広島市安佐北区
  - 樫野有香（かしゆか）：広島市東区
  - 大本彩乃（のっち）：福山市
- BABYMETAL
  - 中元すず香（元さくら学院、元可憐Girl's）：広島市
- レ・ロマネスク
  - トビー：比婆郡西城町（現・庄原市）
- Rie&Qoonie（旧名「September」）
  - Qoonie（ピアノ・ボーカル）:東広島市
- Mebius
  - 岡田真実（ボーカル＆ピアノ）：熊野町
  - 岡田賀江（ボーカル＆サックス＆ピアノ）：熊野町
- Lil'B
  - AILA（ラップ）
- Bivattchee：広島市
- GiFT
  - 松田幸治
- THE COLT
  - 岩川浩二（コージーマック）（コルツ・マックショウ）
  - トミー神田（トミーマック）（コルツ・マックショウ）
- UFO（ミュージシャン）：因島市（現・尾道市）
- THE CRANE FLY（クレインフライ）：広島市
- THE STREET BEATS
  - OKI：広島市
  - SEIZI：広島市
- Official髭男dism
  - 楢崎誠（ベース、サックス）：福山市
- Bluem of Youth（休止中）
  - 別所悠二：広島市
  - 松ヶ下宏之（NapsaQ）：広島市
- OYSTARS（活動休止）
  - 舩江修：佐伯郡大野町(現・廿日市市)
  - 大串修二：広島市
  - 大串竜二：広島市
  - 羽里潤一：広島市
- 愛奴（解散）：広島市
- THE 東南西北（解散）：尾道市
- D-SHADE（解散）：東広島市
- スナッパーズ（活動停止）
- The Kaleidoscope（解散）

### 歌手
- 西城秀樹：広島市
- 城みちる：呉市
- 南一誠：東広島市安芸津町
- 髙橋真梨子：廿日市市
- 風見しんご：広島市
- 宍戸留美：広島市
- 渕上里奈（元MMJ）：広島市
- 堂珍嘉邦（CHEMISTRY）：安芸高田市
- 速水けんたろう：尾道市（中学まで）/福山市（高校から）
- 石井里佳（石井リカ、Peachy）（元ハロー!プロジェクト）：広島市
- 小坂由美子
- 島谷ひとみ：呉市音戸町（旧安芸郡音戸町）
- Leyona：三原市
- 摩栖実/masumi
- 兼下真由子：広島市
- JUJU：庄原市
- Metis：広島市
- TEE：広島市
- 川崎豊
- 児玉好雄：広島市
- 由利あけみ：広島市
- 二葉あき子：広島市
- 宝とも子：福山市
- 若山彰：三原市
- 平和勝次：竹原市
- 藤川たけし（元スカタンボーイズ、平和勝次とダークホース）
- 扇ひろこ：広島市
- 尾田マサル（元殿さまキングス）
- 成世昌平：三次市
- 角川博：安芸高田市
- 小川順子：呉市仁方町
- 胡浜三郎（森進伍）：安芸高田市
- 瀬藤正則（大阪府出身、10歳から広島市居住）
- 加納ひろし：広島市
- 竹川美子：安芸郡府中町
- 七瀬もみじ：安芸郡府中町
- 神園さやか：安芸郡府中町
- 石田桃子：広島市
- 瀬戸つよし：広島市
- HIPPY：広島市

### 演奏家・声楽家
- 荻野検校（検校、平曲中興の祖、平家正節編纂）：安芸国
- 千葉琴月（女流音曲師(女道楽)）：広島市
- 木岡英三郎（オルガン演奏家）
- 伊藤武雄（声楽家(バリトン)、子供のための音楽教室(桐朋学園大学の前身)開設者の一人）
- 大谷冽子（声楽家(ソプラノ)）：広島市
- 友竹正則（声楽家(バリトン)）：福山市
- 林英哲（和太鼓奏者）：庄原市
- 藤岡宣男（声楽家(カウンターテナー)）
- 長原幸太（ヴァイオリニスト）：呉市
- 小島秀夫（ヴァイオリニスト、指揮者） : 広島市
- 小島燎（ヴァイオリニスト）
- 萩原麻未（ピアニスト）：広島市
- 上本訓久（声楽家(テノール)）：尾道市
- 秋津智承（チェリスト）

### 浪曲師・尺八演奏家
- 京山小円（浪曲第1期黄金時代、三巨頭の一人）：尾道市
- 京山若丸（同浪曲殊勲者）：賀茂郡白市村
- 松平国十郎（戦後の浪曲四天王の一人）：双三郡作木村
- イエス玉川（浪曲師）：賀茂郡大和町
- 島原帆山（尺八演奏家、人間国宝、元日本尺八連盟会長）：広島市

### パフォーマー
- 明和電機：呉市（出生地は兵庫県）

### 俳優
（五十音順）
- 浅岡信夫：広島市
- 浅森咲希奈
- 東ちづる：因島市
- 綾瀬はるか：広島市
- 市川百々之助：広島市
- 市地洋子(安芸晶子)：東広島市
- 井村空美：広島市
- 植田麻友美：尾道市
- うえむらちか：安芸郡海田町
- 宇梶剛士：東京都出身、6〜8歳まで府中町居住
- 大友柳太朗：広島市
- 岡田嘉子（演出家）：広島市
- 緒川たまき：福山市（出生地は山口県）
- 小川知子 (女優)：広島市
- 小川美緒：広島市
- 奥菜恵：広島市
- 奥田圭子：三原市
- 柿辰丸（悪役商会）：広島市
- 金児憲史：福山市
- 加納竜：広島市
- 河原さぶ：呉市
- 黄川田将也
- 木村功：広島市
- 京野ことみ：福山市
- 工藤俊作：広島市
- 國武綾：福山市
- 熊崎久実
- 桑原おさむ
- 神山繁：呉市
- 小島秀哉（松竹新喜劇）：呉市
- 五刀剛：広島市
- 五藤圭子（五藤悠有菜）：広島市
- 小西詠斗
- さいねい龍二：東広島市
- 島村佳江：広島市
- 純アリス：広島市
- 杉野希妃：広島市
- 杉村春子：広島市
- 角梨枝子（放浪記）：広島市
- 田窪一世（劇団キューピーマジック主宰）：尾道市
- 田中路子（女優、声楽家）：東京都出身、中学校は広島市居住
- 谷村美月：福山市
- 玉城ちはる：広島市
- だるま二郎
- 丹古母鬼馬二：三原市
- 千葉早智子：芦品郡新市町
- 月丘千秋：広島市
- 月丘夢路：広島市
- つるの剛士：広島市（出生地は福岡県）
- 土井洋輝
- 時本和也
- 戸田菜穂：広島市安佐北区
- 戸田麻衣子：広島市安佐北区
- 轟謙二：大竹市
- 戸野広浩司：三原市
- 中河内雅貴：広島市
- 中野英治：呉市
- 中村吉六（歌舞伎役者）：広島市
- 波島進
- 西田尚美：福山市
- 灰地順：尾道市
- 長谷川泰子（中原中也の愛人）：広島市
- 英百合子：呉市
- 早崎文司
- ハヤフサヒデト：広島市
- 原健策（松原千明の父）：呉市
- 原田夏帆：三次市
- 范文雀：広島市
- 平岡祐太：広島市
- 平幹二朗：広島市
- 深海哲哉（グンジョーブタイ）：広島市
- 福岡みなみ
- 不二洋子：佐伯郡上平良
- 藤﨑ゆみあ
- 古川理科：呉市
- 毎熊克哉：福山市
- 町本絵里（2004年ミス・ユニバース日本代表）：福山市
- 松野井雅：広島市
- 三浦力：福山市
- 三谷昇：福山市
- 南美江：広島市
- 宮城紘大：呉市
- 守山ちひろ：広島市
- 山岡淳二（アクション監督・スタントマン）
- 横山一敏
- ロバート・ボールドウィン:広島市
- 和崎俊哉：呉市
- 渡邊衛

### 宝塚歌劇団
- 星奈優里 - 元星組トップ娘役
- 美羽あさひ - 元宙組娘役
- 暁千星 - 星組男役
- 瀬央ゆりあ - 専科男役

### モデル
- 相沢紗世：広島市
- ゆうき
- 芦田桂子
- 奥村ナナ（1998年ミス・ユニバース・ジャパン）
- 女華（johanna）
- 天田優奈
- 安座間美優（ミス『セブンティーン』2002、元「B.B.WAVES」）
- 杉本愛莉鈴
- 高橋絵美（『non-no』）：広島市
- 松岡音々（『ViVi』他、2009年第1回グラビアJAPANグランプリ）
- 赤谷奈緒子（ミス『セブンティーン』『2004（グランプリ））：大竹市
- 宮坂亜里沙（『ピチレモン』モデル）
- Miyu（モデル兼ジュニアアイドル）
- 山﨑賢太（元中日ドラゴンズ）：広島市
- 陽生（MEN'S KNUCKLE）：福山市
- 堀田奈津水（2006年 : ひろしまフラワーフェスティバルフラワークイーン・現在は『SOLiVE24』お天気キャスター）
- 永瀬莉子

### 落語家
- 橘家圓三
- 桂九雀：広島市
- 古今亭菊丸：呉市
- 柳亭左楽：竹原市
- 葡萄亭わいん：広島市
- 古今亭菊志ん：広島市
- 柳家小八：福山市
- 林家すい平：呉市

### 手品師
- ゼンジー北京
- ふじいあきら：広島市
- 内田貴光：安芸郡熊野町

### タレント
- 相原勇（小原靖子）：広島市
- 朝倉匠子：広島市
- 上田愛美（元チェキッ娘）：広島市
- 及川奈央（タレント、元AV女優）：広島市
- オオゴシ*トモエ（モデラー）
- 緒方かな子（中條かな子）（元桜っ子クラブ、緒方孝市/現広島東洋カープ監督夫人）：広島市
- 加藤賢崇（タモリ倶楽部）：広島市
- 兼永みのり：呉市
- 倉本良一 : 廿日市市
- 国生さゆり（元おニャン子クラブ）：出身は鹿児島県、高校3年間は呉市に在住
- 小谷亜希子（米山篤志/東京ヴェルディ1969夫人）：廿日市市
- 小林克也：福山市
- 五味岡たまき（元おニャン子クラブ）：福山市
- 斉藤満喜子（元おニャン子クラブ、うしろ髪ひかれ隊）：広島市
- 坂上とし恵（野々村真夫人）：三原市
- 三瓶京子：廿日市市（出生地は京都府）
- 白石知世：福山市
- 高尾晶子：安芸郡府中町
- 夏川純：広島市
- 西田篤史：庄原市
- 西村美保：広島市（出生地は愛知県）
- 平田真優香
- 福本ヒデ（ザ・ニュースペーパー）：神石郡神石高原町（旧神石町）
- 藤本統紀子：尾道市（出生地は兵庫県）
- 細川ふみえ：江田島市（旧・安芸郡江田島町）（出生地は青森県）
- 古崎瞳（元レースクイーン）
- 松中みなみ：広島市
- 美緒（旧芸名：土肥美緒）
- 水沢螢：広島市
- 三田文代（元おニャン子クラブ）：広島市
- みといせい子（芸能リポーター）
- 森下悠里（出身は東京都、中・高校は賀茂郡居住）
- モーリー・ロバートソン（ミュージシャン、ディスクジョッキー、メディアアーチスト）：NY生まれ、小学校、高校広島市居住
- 山口良一（劇団東京ヴォードヴィルショー、イモ欽トリオ）：広島市
- 矢野明仁：呉市
- 横山知枝（やまだかつてないWink）：福山市
- 芳本美代子（出身は山口県、小学時は広島市居住）
- りんね（元カントリー娘。）（北海道出身、中・高校は広島市居住）
- 若林翔子：広島市
- 東みつ子（吉田茂・東みつ子）：呉市

### お笑い
- アンガールズ
  - 田中卓志：府中市（旧上下町）
  - 山根良顕：広島市安佐南区
- 市川福治（市川福治・かな江）
- 伊勢浩二（BOOMER）：福山市
- ヴェートーベン
  - 青井貴治：広島市
  - 久保隆司：広島市
- 宇治原史規（ロザン）（大阪府出身、4〜13歳広島市居住）
- 尾関高文（THE GEESE）：広島市
- 小田レイジ（元横山ホットブラザーズ）：呉市
- かねごん（高円寺パルサー）：広島市
- 賀屋壮也（かが屋）：呉市
- クロちゃん（安田大サーカス）：東広島市
- ゴッホ向井ブルー：大竹市
- 天津飯大郎（天津）：福山市
- このみ
  - おぎたともこ
  - 村田千鶴
- 桜金造：広島市
- さこリッチ：広島市
- 佐々木優介（磁石漫才）：呉市
- 猿岩石
  - 有吉弘行：安芸郡熊野町
  - 森脇和成：安芸郡熊野町
- 島田洋七（B&B）：広島市
- 平参平（元吉本興業）：府中市
- タカタ先生
- アマレス兄（アマレス兄弟）：広島市
- 竹永善隆（コンマニセンチ）：三原市
- 土井よしお（ワンダラーズ）：広島市
- ダンシング谷村（ものまね芸人）：福山市
- ドロンズ石本（石本武士、元ドロンズ）：広島市
- 西村瑞樹（バイきんぐ）：広島市
- 八丈竹幸（浮世亭出羽助・八丈竹幸）
- 林正二郎：呉市
- 原田泰造（ネプチューン）：広島市生まれ、東京都出身
- 日村勇紀（バナナマン）：賀茂郡黒瀬町
- ベイビー谷本（上木総合研究所）
- 槙尾ユースケ（かもめんたる）：安芸郡
- 三浦マイルド：江田島市
- 宮田昇（宮田陽・昇）
- 村上ショージ（出身は愛媛県、15歳から因島市(現尾道市)に居住）
- 柳憂怜：府中市
- 山田亮（吉本興業）：広島市
- 山本圭壱（極楽とんぼ）：広島市（出生地は東京都）
- ランス39号：安芸郡
- 坂本純一（GAG）：福山市

### 声優
- 逢来りん
- 石橋美佳
- 鵜殿麻由
- 大亀あすか
- 大野まりな（元乙女塾、元モモコクラブ、旧名松本裕美、麻生ひろみ、まりなりな他）：呉市
- 緒方佑奈
- 尾小平志津香
- 小田久史
- 佳穂成美
- 河合みのる
- 黒瀬ゆうこ
- 小松美智子（元アナウンサー）：広島市
- 小山裕香：広島市
- 咲乃藍里：広島市
- 佐々木望[10]
- 佐藤利奈：広島市（出生地は福岡県）
- 新谷真弓
- 立花理香
- 杉田俊也
- 高田初美
- 高橋翔
- 竹口安芸子
- 田中真奈美
- 民安ともえ
- 反田葉月
- 戸川絵美
- 利根健太朗
- 冨永みーな：広島市西区[11]
- 中西妙子
- 長野佑紀：広島市
- 成海瑠奈（元声優、元サンドリオンメンバー）：尾道市
- 野中政宏：広島市
- 長谷美希
- 檜山修之：廿日市市[12]
- 平田宏美
- 広田みのる：広島市
- 福山潤：福山市
- 細谷佳正：尾道市
- 増田俊樹：広島市
- Machico：呉市
- 松来未祐：呉市
- 松田重治
- 宮崎一成：広島市
- 山本泰輔
- ゆりん：呉市[13]
- 吉武千颯
- 米本千珠：広島市
- 奥田民義
- 政宗一成

### アイドル
- 石野理子（元アイドルネッサンス、元赤い公園）
- AKB48グループ
  - SDN48元メンバー
    - 小原春香（元AKB48）：福山市

  - NMB48元メンバー
    - 沖田彩華：広島市

  - STU48
    - 石田千穂：熊野町

  - STU48元メンバー
    - 由良朱合
- 加藤シゲアキ（NEWS）：広島市生まれ
- 鞘師里保（元モーニング娘。）：東広島市
- サンフラワー（ローカルアイドル）
- 菅井美沙（グラビアアイドル）
- 杉原杏璃（グラビアアイドル）：福山市
- タナベエミ（元中野風女シスターズ・風男塾：草歌部宙）
- 段原瑠々（Juice=Juice）
- 寺本莉緒（グラビアアイドル）：広島市
- 戸高美湖（元さくら学院）
- 豊田ルナ（グラビアアイドル）：福山市
- 西永嶺花（GAL♥DOLL、Nicky専属モデル）：広島市
- 西脇彩華（9nine）：広島市安佐北区
- 乃木坂46元メンバー
  - 中元日芽香：広島市
  - 和田まあや：福山市
- 広本瑠璃（OCHA NORMA）
- 深瀬智聖（LinQ）：廿日市市吉和町
- 松田美里（わーすた）：福山市
- まなみのりさ（ローカルアイドル）
- 山本杏奈（=LOVE）
- ラストアイドル元メンバー
  - 首藤百慧
  - 米田みいな
- 竹内希来里（日向坂46）
- 向井純葉（櫻坂46）

### アダルトタレント
- 中川えり子（元AV女優）
- 麻生かおり（元ポルノ女優）
- 来生ひかり（元AV女優）
- 長澤つぐみ（元女優、元タレント、元AV女優）
- 小泉ニナ（AV女優）
- 三浦沙耶香（元AV女優）
- 天海つばさ（AV女優）
- マグナム北斗（タレント、作家、実業家、スポーツ評論家、元AV男優）
- 桜庭彩（AV女優、ストリッパー）
- 松本菜奈実（AV女優、元グラビアアイドル）
- ローレン花恋（AV女優）

### その他の芸能人
- 豊竹団司（女義太夫師、世界最長芸歴（90年）のエンターテイナーギネスブック認定）：広島市

## 経済人・実業家
- 早速勝三（芸備日日新聞の事実上の創業者）: 広島市
- 沖牙太郎（明工舎(現・沖電気工業)創業者、日本の電機業界パイオニア） : 沼田郡新庄村
- 阪田恒四郎（阪田インキ製造所(現・サカタインクス)創業者）：竹原市忠海（出生地は大阪府）
- 田口謙吉（田口参天堂(現・参天製薬)創業者）: 安芸国
- 水野甚次郎(4代目)（水野組(現・五洋建設)創業者） : 安芸郡宮原村
- 山口玄洞（山口玄創業者、多額の寄付で尾道市上水道布設を実現） : 尾道市
- 和合英太郎（元日本製氷・日東製氷(現・ニチレイ)創業者、製氷業パイオニア） : 広島市
- 森下博（森下南陽堂(現・森下仁丹)創業者、商品広告の先駆者） :福山市鞆町
- 久保田権四郎（久保田鉄工所(現・クボタ)創業者、実用自動車製造株式会社（日産自動車の母体の一つ）設立者） : 御調郡大浜村
- 松田重次郎（東洋コルク工業(現・マツダ)創業者） : 安芸郡仁保島村
- 小早川常雄（京三商会(現・京三製作所)創業者） : 賀茂郡
- 桝井光次郎（イチジク品種、桝井ドーフィン創始者） : 佐伯郡宮内村
- 熊平源蔵（熊平商店(現・クマヒラ)創業者） : 広島市
- 長崎英造（日本火薬製造(現・日本化薬)、旭石油(現・昭和シェル石油)、合同油脂グリセリン(現・日本油脂)創業者、元産業復興公団総裁） : 広島市
- 野村秀雄（第8代NHK会長、元ジャワ新聞・朝日新聞社・熊本日日新聞各社長） : 双三郡原村
- 道面豊信（元味の素社長、マーケティングのパイオニア） : 広島市
- 小田原大造（久保田鉄工所(現・クボタ)元社長、大阪商工会議所元会頭、大阪万国博覧会誘致） : 御調郡向島東村
- 高垣勝次郎（旧三菱商事最後、戦後大合同後の初代社長） : 尾道市
- 藤井深造（三菱重工業初代社長） : 三次郡庄原
- 大下大蔵（大下回春堂(現・フマキラー)創業者） : 安佐郡祇園町
- 竹鶴政孝（大日本果汁(現・ニッカウヰスキー)創業者、日本のウイスキーの父） : 賀茂郡竹原町
- 鈴木剛（ホテルプラザ創設者、元住友銀行頭取、朝日放送社長） : 広島市
- 廿日出要之進（旗道園(現・アヲハタ)創業者） : 豊田郡大長村
- 山岡憲一（東京重機工業(現・JUKI)実質創業者） : 安佐郡高陽町
- 永野重雄（新日本製鐵初代会長、元日本商工会議所会頭） : 広島市（出生地は島根県）
- 吉田五郎（精機光学研究所(現・キヤノン)創業者） : 福山市
- 田中百畝（元京浜急行電鉄、京急百貨店社長） : 世羅郡下津田村
- 一本松珠璣（元・日本原子力発電社長、最高顧問、日本の原子力発電所草分け） : 佐伯郡能美町
- 宮森和夫（元丸善石油(現・コスモ石油)社長） : 三原市
- 佐藤勇二（三菱自動車工業初代社長） : 福山市
- 桜田武（元日清紡績(現・日清紡ホールディングス)社長、元日経連会長） : 沼隈郡赤坂村
- 渋谷昇（福山通運創業者・ベッセル創業者） : 芦品郡芦田町
- 伍堂輝雄（元日本航空(JAL)会長） : 広島市（出生地は山口県）
- 松井義男（松井製作所(現・ダイワ精工)創業者） : 呉市
- 八谷泰造（日本触媒化学工業(現・日本触媒)創業者、石油化学工業パイオニア） : 比婆郡山内東村
- 田部文一郎（元三菱商事社長、元日本商工会議所副会頭） : 広島市
- 清宮博（元富士通社長、日本のコンピュータパイオニア） : 広島市
- 吉原貞敏（東京鐵鋼創業者、馬主） : 御調郡向島
- 浦上豊（菱備製作所(現・リョービ)創業者） : 芦品郡岩谷村
- 桑原理哲（東洋証券社長）：広島市
- 進藤貞和（元三菱電機社長） : 呉市
- 湧永満之（湧永薬品(現・湧永製薬)創業者、キョーレオピン） : 高田郡甲田町
- 金田邦夫（帝国合同護謨工業(現・サンスター)創業者） : 安芸郡坂町
- 高木養根（元日本航空社長）: 福山市
- 松尾孝（松尾食糧工業(現・カルビー)創業者） : 広島市
- 大原栄一（元富士重工業社長） : 沼隈郡沼隈町
- 渡辺真良（渡辺粱三商店(現・ゼット)創業者）
- 佐伯旭（シャープ二代目社長、中興の祖） : 広島市
- 久保道正（第一産業（後のダイイチ/デオデオ/エディオンWEST、現エディオン WESTカンパニー）創業者） : 広島市
- 住田正二（JR東日本初代社長） : 呉市（出生地は兵庫県）
- 山西義政（イズミ、ゆめタウン創業者） : 大竹市
- 塚本純子（クラブ「ジュン」オーナーママ、花登筺「ぬかるみの女」モデル） : 呉市
- 永野健（三菱マテリアル初代会長、元日経連会長） : 呉市（旧・下蒲刈町）
- 河合邦人（元河合塾理事長）：世羅郡世羅町
- 森田康（元日本経済新聞社社長） : 広島市
- 山口信夫（旭化成会長、前日本商工会議所会頭）：甲奴郡総領町
- 角田式美（角栄建設(後・ジョイント・レジデンシャル不動産)創業者）：比婆郡東城町
- 歌田勝弘（元味の素社長） : 広島市
- 土居君雄（土居商会(のちドイ、カメラのドイ)創業者） : 広島市
- 武田正彦（弁護士、ピエール・カルダン・ジャパン創業者） : 呉市
- 池内正昭（元ジェーシービー(JCB)社長）
- 青山五郎（青山商事創業者） : 府中市
- 原田睦民（JA全中、元会長） : 広島市
- 石井幸孝（九州旅客鉄道(JR九州)初代社長） : 呉市
- 岩瀬順三（KKベストセラーズ創業者） : 尾道市
- 堀澄也（ヤクルト社長、東京ヤクルトスワローズオーナー）：福山市
- 碓井優（コスモ・エイティ創業者、ベンチャービジネス草分け） : 呉市
- 成宮雄三（ナルミヤ・インターナショナル創業者） : 広島市
- 水越浩士（元神戸製鋼所社長、神戸商工会議所会頭、関西経済連合会副会長、日本商工会議所副会頭）：豊田郡大崎上島町（出生地は朝鮮京城）
- 大竹美喜（アメリカンファミリー生命保険会社(Aflac)日本法人設立者・社長） : 庄原市
- 宗国旨英（本田技研工業会長、前日本自動車工業会会長） : 庄原市
- 坂根正弘（元小松製作所社長） : 広島市
- 野村尊敬（チチヤス3代目社長、日本サッカー協会理事）
- 田島治子（サカイ引越センター創業者） : 豊田郡瀬戸田町
- 辻卓史（鴻池運輸会長）
- 古川紘一（森永乳業社長） : 広島市
- 矢野博丈（大創商店(現・大創産業、ダイソー)創業者、100円ショップ草分け） : 東広島市（出生地は北京市）
- 目黒俊治（コンビニエンスストアポプラ創業者・会長） : 広島市
- 三浦惺（NTT社長） : 尾道市
- 野田義治（サンズエンタテイメント会長、元イエローキャブ社長）：呉市（出生地は富山県）
- 小林浩（日本ハム元社長、北海道日本ハムファイターズ球団オーナー） : 安芸郡府中町
- 佐々木隆之（JR西日本元社長） : 広島市
- 木川眞（ヤマト運輸社長） : 御調郡向島町
- 寺西正司（UFJ銀行初代頭取、元全国銀行協会会長） : 因島市
- 若林辰雄（三菱UFJ信託銀行社長）
- 大歳卓麻（日本IBM元社長） : 広島市
- 網岡卓二（トヨタ車体社長）
- 大東敏治（バンカーズパートナー創業者、企業内起業家）：賀茂郡河内町
- 仁井谷正充（コンパイル創業者、ぷよぷよ） : 広島市
- 久保允誉（エディオン社長、デオデオ会長、サンフレッチェ広島会長） : 広島市
- 須野田誠（早稲田アカデミー創業者）: 福山市
- 本谷祐一（サンフレッチェ広島社長）豊田郡豊浜町
- 長谷川純一（Amazon.com日本法人・アマゾンジャパン(Amazon.co.jp)初代社長） : 大竹市
- 貞廣一鑑（ラブ社長兼CEO） : 広島市
- 寺田和正（サマンサタバサジャパンリミテッド創業者） : 福山市
- 神原弥奈子（ニューズ・ツー・ユー社長） : 沼隈郡沼隈町
- 目黒真司（コンビニエンスストアポプラ社長） : 広島市
- 和田彰（GPTWジャパン代表） : 広島市
- 近藤荒樹（相場師）: 東広島市
- 小川薫（総会屋） : 広島市
- 加藤暠（元誠備グループ総帥） : 佐伯郡能美町
- 守屋寿（メリルリンチ日本証券会長、古地図収集家）：福山市
- 住吉秀松（戦前台湾の実業家、慈善家）：呉市
- 平田淳（IT企業経営者、芸能プロダクション ユニバーサルコレクション 代表取締役、マンガ大賞選考員）：福山市
- 出雲充（ユーグレナ社長。ミドリムシを原料とするバイオ燃料研究家）：呉市
- ダグラス・ショウ・藤崎（ペンションあんばらんす代表）：廿日市市

## その他
- 和田郁次郎（北海道広島町（現・北広島市）の創始者）沼田郡段原村
- 花井卓蔵（法曹の雄、弁護士英吉利法律学校(現中央大学)第1期卒業、大逆事件他を弁護） : 御調郡三原町
- 松本俊一（日ソ国交回復（1956年）全権代表、元駐英大使） : 呉市（出生地は台湾台北）
- 田中剛二（牧師、日本キリスト改革派教会）
- 梶本淑子（被爆者）: 広島市
- 中本忠子（元保護司、ボランティア活動家）: 江田島
- 林貞行（外交官、元外務事務次官、元駐英大使） : 豊田郡忠海町
- 野村一成（外交官、宮内庁東宮職東宮大夫、元駐ロシア大使） : 賀茂郡大和町（出生地は愛知県）
- 大島賢三（国連大使、駐オーストラリア大使、元国連事務次長 : 広島市
- 重家俊範（在大韓民国特命全権大使） : 東広島市
- 弘中惇一郎（ロス疑惑・薬害エイズ事件・武富士事件主任弁護人、叶姉妹代理人、小沢一郎弁護人他、自由人権協会代表） : 広島市（出生地は山口県）
- 二川一彦（胎内被爆者） : 広島市
- 金子洋三（元青年海外協力隊事務局長） : 広島市
- 菅波茂（国際医療ボランティアAMDA創設者、理事長） :深安郡神辺町
- 佐々江賢一郎（六者会合日本政府首席代表、外務省アジア大洋州局長） : 広島市
- 城田安紀夫（外交官、駐ノルウェー兼アイルランド特命全権大使） : 安芸郡坂町
- 郷原信郎（弁護士） :（出身は島根県、小・中学校は広島）
- 尾崎久仁子（外交官、国際刑事裁判所判事）
- 山本浩未（ヘア&メイクアップアーティスト） : 福山市
- 落合洋司（弁護士）: 安芸郡海田町
- 松原秀樹（養蜂家）
- 井上龍也（お好み焼き愛好家）: 江田島市
- 高坂朝人（ボランティア活動家）: 広島市
- 黒木真由（臨床検査技師）: 廿日市市
- 福岡奈織（平和活動家）: 呉市

## 歴史上の人物
- 毛利元就（安芸国吉田庄の小領主に零落していた毛利家を希代の戦略で中国地方全土を収める大大名に飛躍させた。「三本の矢」の逸話でも知られる）：安芸国吉田庄
- 毛利隆元（元就の長男。縁の下の力持ちとして毛利家の発展に大きく貢献した）：安芸国吉田庄
- 吉川元春（元就の2男。毛利家の勢力拡大に尽力した名将）：安芸国吉田庄
- 小早川隆景（元就の3男。羽柴秀吉の四国・九州征討に参加、伊予・北部九州を治めるまでになった。豊臣五大老の1人）：安芸国吉田庄
- 毛利輝元（元就の孫、隆元の長男。関ヶ原の戦い後に吉田庄を含む安芸全域を奪われて長州に追われたが、のちに子孫の毛利敬親が倒幕を実現させた）：安芸国吉田庄
- 吉川広家（吉川元春の3男。関ヶ原の戦いで毛利家の不戦を徳川家康に誓い、戦後に減封されて安芸を失うも毛利家の家名を存続させることに成功する）
- 安国寺恵瓊（毛利家の参謀・禅僧。本能寺の変を予言）：安芸国
- 稲生武太夫（稲生物怪録の主人公。朝霧の巫女他、近年の妖怪ブームで観光客が急増）：備後三次
- 阿部正弘（幕末の江戸城筆頭老中。黒船で来航したペリーと交渉、日米和親条約を締結調印、鎖国政策を終わらせた）
- 辻維岳（幕末の広島藩役人、後に新政府へ出仕。男爵）：安芸国
- 浅野長勲（広島藩最後の藩主、最初広島新田藩主、後に広島藩主）：安芸国

## 広島県にゆかりのある人物

### 広島に居住歴がある人物

#### 皇族
- 有栖川宮熾仁親王（皇族、政治家、軍人、元老院議長、征討大総督他、広島居住60歳時(大本営)）（京都府）
- 久邇宮朝彦親王（皇族、広島城内幽閉44〜47歳）
- 神武天皇（初代天皇、神武東征、広島居住(多祁理宮、府中町)他）（宮崎県）
- 高松宮宣仁親王（皇族、海軍大佐、呉市居住29歳時）（東京都）
- 梨本宮守正王（皇族、陸軍大将、元帥、広島歩兵第十一連隊23歳時）
- 伏見宮博恭王（皇族、軍令部総長、元帥、海軍大将、江田島居住12〜13歳(海軍兵学校他)広島・呉居住21歳時(呉水雷団水雷艇隊他)）（東京都）
- 明治天皇（日清戦争勃発年（1894年）、広島市が臨時首都に(大本営)、広島居住42〜43歳）（京都府）

#### 武将
- 浅野長晟（福島の追放後に広島城主となり、以降浅野家は明治維新まで続く、赤穂浅野家は分家）（滋賀県）
- 足利義昭（室町幕府最後の征夷大将軍、織田信長によって京を追われ、鞆(福山市)に逃れ決起を謀った、鞆居住38〜50歳）（京都府）
- 荒木村重（摂津守、尾道居住46歳時）（大阪府）
- 可児吉長（安土桃山時代の武将、笹の才蔵、槍の才蔵、晩年を広島で暮らす）（岐阜県）
- 小寺政職（播磨御着城主、晩年を鞆で暮らす、鞆居住51〜55歳）（兵庫県）
- 小早川秀秋（関ヶ原の戦いで西軍を裏切り、徳川幕府誕生の因となる、21歳で夭折、小早川家は絶えた）（京都府）
- 平清盛（厳島神社の造営）（京都府）
- 福島正則（豊臣家の武将、毛利家が長州に追われた後に広島城主となったが、徳川幕府に忌避され信濃国に追放）（愛知県）
- 山中幸盛（尼子氏の武将、岡山県高梁市で殺害され首塚が鞆にある）（島根県）

#### 志士
- 坂本龍馬（土佐藩出身の志士、鞆滞在、没年31歳時(いろは丸沈没事件)）（高知県）
- 千田貞暁（広島県県令、宇品港（現広島港）を築港）（鹿児島県）

#### 宗教家・僧侶
- 上祐史浩（元オウム真理教最高幹部、現宗教団体ひかりの輪代表、広島市居住35〜37歳(広島刑務所服役)）（福岡県）
- 千石イエス（宗教家、大竹海兵団20歳時）（兵庫県）
- 武田物外（幕末の禅僧・武術家、不遷流柔術開祖、広島居住12〜16歳他、34〜没年73歳(尾道済法寺住職)）（愛媛県）

#### 軍人
- 有賀幸作（海軍中将、戦艦大和艦長、江田島居住17〜20歳(海軍兵学校)）（福井県）
- 板垣征四郎（関東軍参謀長、陸軍大臣、陸軍第5師団師団長）（岩手県）
- 岡田啓介（海軍大将、政治家、第31代内閣総理大臣、江田島居住20歳時(海軍兵学校)）（福井県）
- 奥崎謙三（陸軍軍人、アナーキスト、昭和天皇パチンコ狙撃事件、広島市居住62〜67歳(広島拘置所服役)「ゆきゆきて、神軍」）（兵庫県）
- 東郷平八郎（海軍大将、元帥、呉市居住42〜43歳(呉鎮守府参謀長)、48歳時(呉海兵団長)）（鹿児島県）
- 永野修身（海軍大将、元帥、江田島居住17〜20歳(海軍兵学校)）（高知県）
- 南雲忠一（海軍大将、江田島居住17〜20歳(海軍兵学校)、呉居住(呉鎮守府司令長官)）（山形県）
- 西竹一（バロン西）（陸軍大佐、男爵、馬術家、広島市居住13〜16歳(広島陸軍幼年学校)）（鹿児島県）
- 西田税（陸軍軍人。思想家、二・二六事件の指導者、広島市居住13〜16、(広島陸軍幼年学校)、22〜23歳(陸軍騎兵少尉)）（鳥取県）
- 山下奉文（海軍大将、第25軍司令官、マレーの虎、広島市居住14〜17歳(広島陸軍地方幼年学校)）（高知県）
- 山本五十六（海軍大将、元帥、江田島居住17〜20歳(海軍兵学校)）（新潟県）
- 米内光政（海軍大将、政治家、第37代内閣総理大臣、江田島居住17〜20歳(海軍兵学校)）（岩手県）

#### 政治家
- 磯崎叡（鉄道官僚、元日本国有鉄道総裁、広島市居住28・29歳、39〜42歳時(広島鉄道管理局運輸部貨物課長、管理局長)）（東京都）
- 片山さつき（政治家、自民党衆議院議員、広島市居住30〜33歳(広島国税局海田税務署長)）（埼玉県）
- 神田憲次（政治家、愛知県第5区選出の衆議院議員、自由民主党所属、18歳崇徳高等学校在籍）（大分県）
- 後藤新平（政治家、元内務大臣、ボーイスカウト日本連盟初代総長。東京放送局(現NHK)初代総裁、広島居住38歳時（似島臨時陸軍検疫部事務長官）（岩手県）
- 山下元利（政治家、元防衛庁長官、広島居住41歳時(広島国税局長)）（滋賀県）
- 屋良朝苗（沖縄本土復帰運動に尽力した政治家、教育者、復帰後最初の沖縄県知事、広島居住23歳〜28歳(広島高等師範学校)）（沖縄県）

#### 経済人・実業家
- カール・ユーハイム（ドイツ菓子ユーハイム創業者、似島居住28歳〜30歳(独軍捕虜収容所)）
- 亀井正夫（元国鉄再建管理委員会委員長、元住友電気工業社長、広島居住29歳時(陸軍第五師団)）（兵庫県）
- 小平浪平（実業家、日立製作所創業者、広島居住30歳時(広島水力電気)勤務）（栃木県）
- 野口遵（実業家、日窒コンツェルン創設者、広島居住46歳時(広島電灯設立他)）（石川県）
- 松田恒次（マツダ3代目社長、松田重次郎の長男、広島市居住32〜没年74歳）（大阪府）

#### 学者
- 明石康（元国連事務次長、広島平和研究所初代所長(1998〜1999年)）（秋田県）
- 阿川尚之（法学者、広島市居住4歳時）（東京都）
- 梅原猛（哲学者、京都市立芸術大学学長他、文化勲章（1999年）広島市居住17歳時(広島高等師範学校中退)）（宮城県）
- 衞藤瀋吉（政治学者、亜細亜大学学長、東洋英和女学院院長、広島市居住21歳時(学徒出陣)）（満州国）
- 岡潔（数学者、広島市居住30歳〜39歳(広島文理大助教授)）（大阪市）
- 尾川正二（国文学者、広島市居住29歳〜38歳(山陽高等学校教諭他)）（朝鮮）
- 長田新（教育学者、「原爆の子」作者、広島居住53歳他(広島文理大学長)）（長野県）
- 小原國芳（教育学者、玉川学園創設者、広島居住27歳〜28歳他(広島高等師範学校、広島高師附属小主事)）（鹿児島県）
- 木田元（哲学者、江田島居住17歳時(海軍兵学校)）（新潟県）
- 小松茂美（古筆学者、13歳〜16歳旧制崇徳中学校在籍、東広島市居住18歳〜26歳時(広島鉄道局、広島陸運局)勤務）（山口県）
- 日野原重明（聖路加国際病院理事長、地下鉄サリン事件時の集中治療他で文化勲章、広島居住22〜23歳）（山口県）
- 富士川英郎（独文学者、リルケ・江戸期漢詩人の研究、広島市居住17歳〜20歳(旧制広島高校)）、富士川游の四男（東京都）
- 北条時敬（数学者、ボーイスカウト運動普及者、西田幾多郎の師、広島居住44歳〜55歳（広島高等師範学校初代校長）（石川県）
- 丸山眞男（政治学者、広島市居住31歳時(陸軍船舶司令部(暁部隊))）（大阪府）
- 吉岡隆徳（陸上短距離選手、広島市居住31〜54歳(広島高等師範学校教授、広島県庁教育委員会、広島カープの初代トレーナー)）（島根県）

#### 教育者
- 隂山英男（百ます計算、元尾道土堂小校長）（兵庫県）
- 新島八重（教育者。新島襄の妻。広島市居住49歳時（広島陸軍予備病院篤志看護婦）（福島県）

#### 彫刻家・画家
- 加藤宇章（彫刻家）（宮崎県）
- 小林和作（洋画家、尾道居住48〜没年86歳）（山口県）
- 中原淳一（イラストレーター、広島市居住11〜12歳(広島女学院付属小学校)在学）（香川県）
- 山﨑理恵子（画家、広島市居住）（茨城県）

#### 建築家
- イサム・ノグチ（彫刻家、インテリアデザイナー。平和大橋設計、広島市居住47歳時）（アメリカ）
- 西村伊作（建築家、画家、陶芸家。文化学院創立者。広島市居住13〜17歳(明道中学)）（和歌山県）
- 丹下健三（建築家、広島市居住17歳〜21歳(旧制広島高校)、広島平和公園設計）（大阪府）

#### 作家
- 阿川佐和子（エッセイスト。阿川尚之の娘。広島市居住2歳時）（東京都）
- 大庭みな子（小説家、「三匹の蟹」/第59回芥川賞（1968年）） 呉市、江田島、東広島市居住6〜11、14〜16歳）（東京都）
- 国木田独歩（作家・随筆家、広島市居住6歳時「武蔵野」）（千葉県）
- 志賀直哉（小説家、尾道居住29〜30歳「暗夜行路」）（宮城県）
- 城山三郎（小説家、大竹海兵団17歳時）（愛知県）
- 林芙美子（小説家、尾道居住12〜19歳「放浪記」）（山口県）
- 東山彰良（小説家、広島居住5〜8歳）（台湾台北市）
- 日野啓三（小説家、「あの太陽」/第66回芥川賞（1975年）福山市居住15歳時)）（東京都）
- 宮地嘉六（作家、呉居住16〜18歳、21歳〜29歳の間(呉海軍工廠)）（佐賀県）
- 柳田邦男（ノンフィクション作家、広島市居住23歳〜27歳時(NHK広島放送局勤務)）（栃木県）

#### 詩人・俳人
- 出澤三太（俳人、広島市居住27歳時(陸軍船舶司令部(暁部隊))）（東京都）
- 中原中也（詩人、広島市居住2〜5歳(広島女学院付属幼稚園)在園）（山口県）

#### 作詞家・作曲家
- 大和田建樹（作詞家、教育者、広島外国語学校中退）（愛媛県）

#### マスコミ
- 池上彰（ジャーナリスト、呉市居住時26歳〜29歳時(NHK広島放送局呉通信部勤務)）（長野県）
- 奥平邦彦（フリーアナウンサー、元鹿児島テレビ放送アナウンサー）（京都府）幼稚園から中学1年生まで尾道市に住んでいた[14]。
- 幸徳秋水（ジャーナリスト、思想家、広島居住24歳時(広島新聞記者)）（高知県）
- 宮崎総子（フリーアナウンサー、呉市疎開0〜1歳）（福岡県）
- 吉田照幸（NHKディレクター、演出家、広島居住26歳時(NHK広島放送局勤務)）（福岡県）

#### 映画監督・映画スタッフ
- 市川崑（映画監督、本籍・実家は広島市にあった）（三重県）
- 伊藤大輔（映画監督、呉市居住18歳〜20歳(呉海軍工廠勤務)）（愛媛県）
- 松林宗恵（映画監督、北広島市、広島市居住16〜18歳(新庄中学、広陵中学)）（島根県）
- 吉村公三郎（映画監督、広島市居住4歳時）（滋賀県）

#### 脚本家・演出家
- 笠原和夫（脚本家、大竹海兵団(黒瀬町他)18歳時）（東京都）
- 宮崎恭子（演出家、無名塾創設者、呉市疎開13〜14歳）（長崎県）

#### 落語家・漫才師
- 喜味こいし（漫才師、広島市居住18歳時(陸軍第五師団)）（神奈川県）

#### 俳優・声優
- 江戸家猫八 (3代目)（声帯模写、俳優広島市居住23歳時(陸軍船舶司令部(暁部隊))）（東京都）
- 大空眞弓（女優、広島市居住5歳時）（東京都）
- 角野卓造（俳優、呉市居住4歳時）（東京都）
- 小松方正（俳優、広島市居住18歳時、海軍功績調査
- 藤岡琢也（俳優、広島市居住13〜14歳(広島陸軍幼年学校)）（兵庫県）
- 松島詩子（歌手、広島市、忠海町居住22歳〜27歳(段原小学校、忠海高女教師)）（山口県）
- 桃井かおり（女優、江田島居住20歳時）（東京都）
- 山形ユキオ（声優・俳優・歌手、百獣戦隊ガオレンジャーopテーマを担当、日本テレビ系有吉反省会にレギュラー出演、18歳崇徳高等学校在籍）（福岡県）

#### スポーツ選手
- 上川大樹（柔道家、ロンドンオリンピック柔道超重量級代表選手、16歳〜18歳崇徳高等学校在籍）（山口県）
- 西郷四郎（柔道家、姿三四郎のモデル、尾道居住54〜没年57歳）（新潟県）
- 嶋清一（野球選手、呉市居住23歳時(呉海兵団)）（和歌山県）
- 陣幕久五郎（第12代横綱、尾道居住18〜21歳）（島根県）
- ジョー小泉（ボクシングマッチメーカー、広島居住24歳〜27歳、(三菱重工業エンジニア)）（兵庫県）
- 西島洋介（格闘家、小学時広島居住）（東京都）
- マッハ隼人（元レスラー、東洋工業在籍）（鹿児島県）
- ミミ萩原（元レスラー・歌手・女優、広島在住）（東京都）

#### その他
- 横田めぐみ（北朝鮮拉致被害者、広島市居住7歳〜11歳）（愛知県）

### 親族が広島県出身の人物
- 浅野忠信（神奈川県）：母方の祖母が広島県出身
- イーゲン井上（ハワイ）：ルーツは広島
- 石川雅之（大阪府）：父親が広島県出身
- 石原慎太郎（神奈川県）：母と妻が広島県出身
  - 石原伸晃（東京都）：母と祖母が広島県出身
  - 石原良純（東京都）：母と祖母が広島県出身
  - 石原宏高（東京都）：母と祖母が広島県出身
  - 石原延啓（東京都）：母と祖母が広島県出身
- 石原裕次郎（神奈川県）：母が廿日市市宮島出身
- 逸見政孝（大阪府）：父が尾道市出身
  - 逸見太郎（東京都）：父方（逸見政孝）の祖父が尾道市出身
  - 逸見愛（東京都）：父方（逸見政孝）の祖父が尾道市出身
- 伊藤整（北海道）：父が三次市出身
- イワオ・タカモト（アメリカ）：父方が広島県出身
- エディー・ジョーンズ（オーストラリア）：母方のルーツが広島
- 榎本武揚（江戸）：両親が備後国出身
- エリソン・オニヅカ（ハワイ）：母方が広島県出身
- エリック・シンセキ（アメリカ）：両祖父母が広島県出身
- エンセン井上（ハワイ）：ルーツは広島
- 大瀬良大地（長崎県）：妻の浅田真由が広島市出身
- 緒方孝市（佐賀県）：妻の緒方かな子が広島市出身
- 河相我聞（埼玉県）：母が広島県出身
- 加藤シヅエ（東京都）：父が廣田理太郎
  - 加藤タキ：シヅエの娘
- 五代目河原崎國太郎（東京都）：父が松山省三
  - 松山梨絵：國太郎の長女
    - 六代目河原崎國太郎：梨絵の長男
    - 七代目嵐芳三郎：梨絵の次男

  - 松山英太郎：國太郎の長男
    - 由夏：英太郎の長女

  - 松山政路：國太郎の次男
    - 松山愛佳：政路の長女
- 貫地谷しほり（東京都）：父が東広島市出身
- 木山裕策（大阪府）：父が広島県出身
- 京本政樹（大阪府）：父が尾道市出身
  - 京本大我（東京都）：京本政樹の息子
- 倉本康子（東京都）：両親が広島県出身
- 阪田寛夫（大阪府）：父方が忠海
- 佐久間正英（東京都）：両親が広島県出身
- 佐藤直子（東京都）：両親が広島県出身
- 里見まさと（ザ・ぼんち）（兵庫県）：父が尾道市出身
- 椎名林檎（福岡県）：母が東広島市出身
- ジョージ・タケイ（アメリカ）：母方の祖父母が広島県出身
- ジェレミー・ガスリー（アメリカ）：母方が三原市出身
- 柴崎友香（大阪府）：母が広島県出身
- 島村洋子（大阪府）：母が広島県出身
- ジミー佐古田（アメリカ）：祖父が広島県出身
- 周東佑京（群馬県）：妻が広島県出身
- 杉浦太陽（岡山県）：父が杉浦三六（広島県出身）
  - 杉浦太雄（大阪府）：太陽の弟
- 鈴木貴子（北海道）：母方の祖父母が広島市出身
- 妹尾河童（兵庫県）：両親が福山市出身
- 高梨臨（千葉県）：夫の槙野智章が広島市出身
- 髙橋ひかる（滋賀県）：父が広島県出身
- 田中マルクス闘莉王（ブラジル）：父方の祖父が廿日市市出身
- ダニエル・イノウエ（ハワイ）：母方が広島県出身
- 谷垣禎一（京都府）：母方の祖父が影佐禎昭
- 谷原章介（神奈川県）：父が三原市本郷町出身
- チャーリー浜（大阪府）：父が因島出身
- 土屋太鳳（東京都）：母が広島県出身
  - 土屋炎伽（東京都）：土屋太鳳の姉
  - 土屋神葉（東京都）：土屋太鳳の弟
- デビッド・イシイ（ハワイ）：両祖父母が広島県出身
- デレク・タツノ（ハワイ）：ルーツは広島
- 土井たか子（兵庫県）：父が広島県出身
- 利根川進（愛知県）：父方が備後国出身
- 殿山泰司（兵庫県）：父が生口島出身
- 中島宏之（兵庫県）：妻の相沢紗世が広島市出身
- 夏目純一、夏目伸六（東京都）：母が夏目鏡子
  - 夏目房之介（東京都）：純一の長男
- 夏目三久（大阪府）：夫の有吉弘行が安芸郡熊野町出身
- 新田恵海（長野県）：父親が広島県出身
- 野々村真（東京都）：香音の父、妻が野々村俊恵（三原市 出身）
  - 香音（東京都）：母が野々村俊恵
- 灰田勝彦（ハワイ）：父が広島市出身
- 箱崎みどり（東京都）：父が広島県出身
- 馬場康夫（茨城県）：母方の祖父が藤井厚二（福山市出身）
- 火野葦平（福岡県）：母が庄原市出身
- 平岳大（東京都）：父が平幹二朗（広島市出身）
- 藤井裕久（東京都）：父が福山市出身
- ブライアン・クレイ（アメリカ）：祖父が広島県出身
- ペギー葉山（東京都）：両親が広島市出身
- 堀辰雄（東京都）：父が広島藩出身
- 本田圭佑（大阪府）：母が広島県出身
- 麻央侑希（神奈川県）：広岡達朗の孫（呉市出身）
- マーク・ダカスコス（ハワイ）：母方の祖母が広島県出身
- 松岡モナ（アメリカ）：母が広島県出身
- マック・クリハラ（ハワイ）：両親が広島県出身
- 松原千明（京都府）：父が原健策（呉市出身）
  - すみれ（東京都）：千明の長女
- 水田わさび（三重県）：父が広島県出身
- 宮城道雄（兵庫県）：両親が広島県出身
- 宮澤エマ（東京都）：母方の祖父が宮澤喜一（本籍地は福山市）
- May'n（愛知県）：母が尾道市出身
- 森口瑤子（東京都）：父が広島県出身
- 矢沢洋子（東京都）：矢沢永吉の長女（父が広島市出身）
- 山中さわお（the pillows）（北海道）：両親が広島県出身
- 湯木貞一（兵庫県）：父方が広島藩出身
- 吉岡里帆（京都府）：父親が広島県出身
- 吉高由里子（東京都）：父が広島県出身
- 吉村洋文（大阪府）：母が広島県出身
- 若月健矢（埼玉県）：妻の立花理香が広島県出身
- ワッツ・ミサカ（アメリカ）：両親が岩子島出身